# فریبورگ
شهر فریبورگ  (به فرانسوی: Fribourg)(به آلمانی: Freiburg) در بخش سرین ایالت فریبورگ در کشور سوئیس واقع شده‌است. شهر فریبورگ در دو سمت رودخانه سرین واقع در جلگه ی سوئیس و در مرز دو منطقهٔ فرانسوی زبان و آلمانی زبان قرار دارد و از لحاظ اقتصادی، دانشگاهی و فرهنگی از اهمیت بسزایی برخوردار است. شهر فریبورگ ۳۲٬۰۰۰ نفر جمعیت دارد.

## زبان
اکثریت مردم فریبورگ (۶۳.۶%) به زبان فرانسوی به عنوان زبان اول تکلم میکنند. زبان آلمانی (۲۱.۲%)دومین و زبان ایتالیایی (۳.۸%) سومین زبان پر متکلم در این شهر است.

## دانشگاه
دانشگاه فریبورگ متشکل از ۷ پردیس دانشگاهی و با حدود ۱۰۰۰۰ نفر دانشجو به عنوان یکی از قطب‌های علمی کشور سوئیس به حساب می‌آید.

## نگارخانه

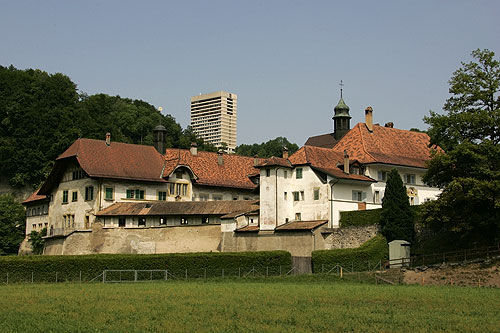
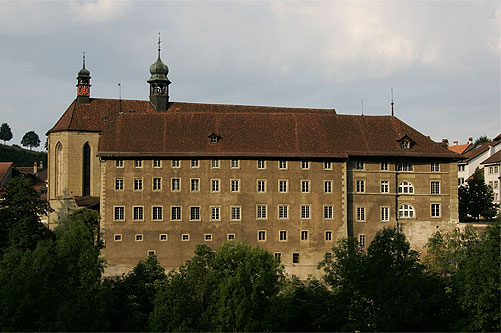
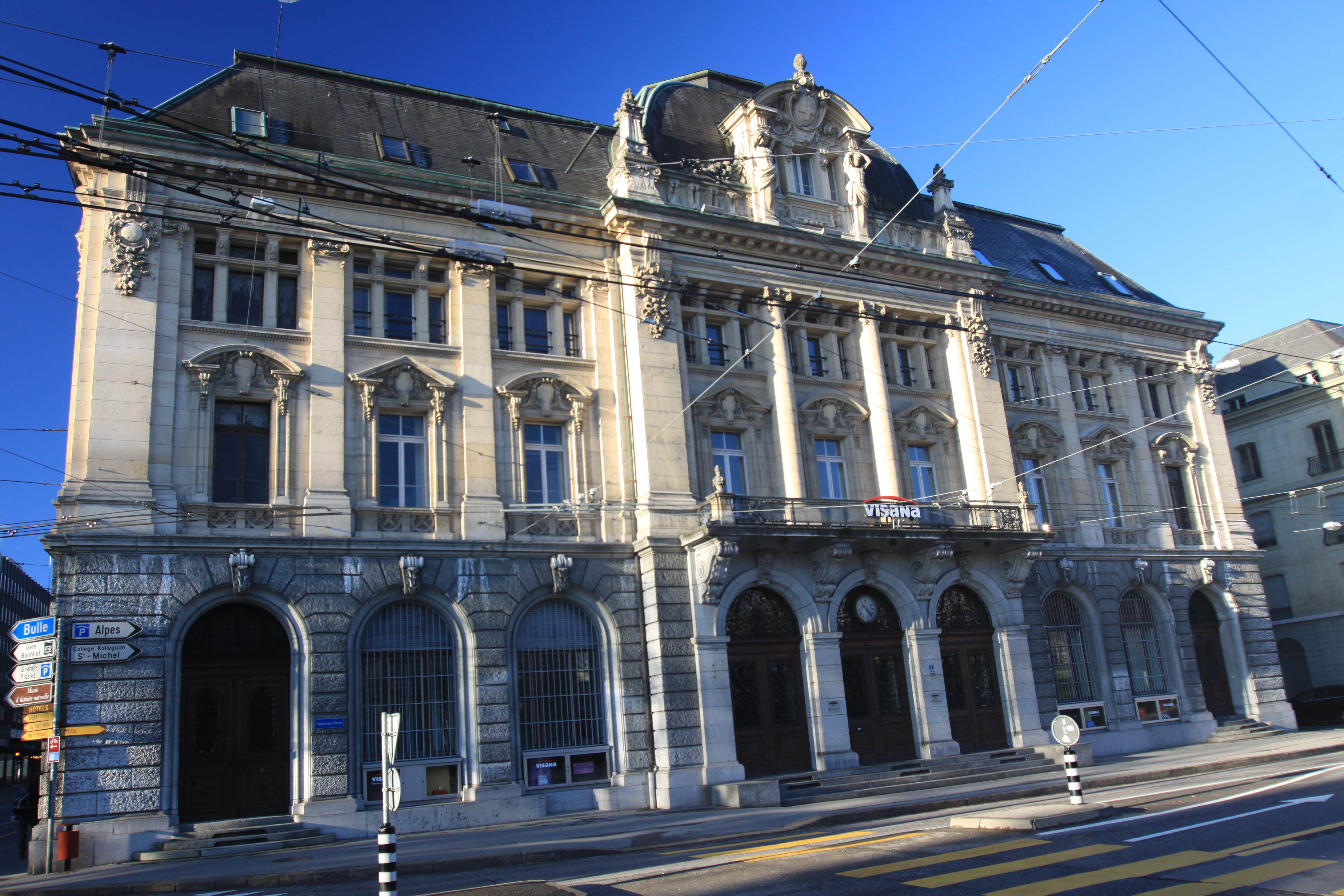
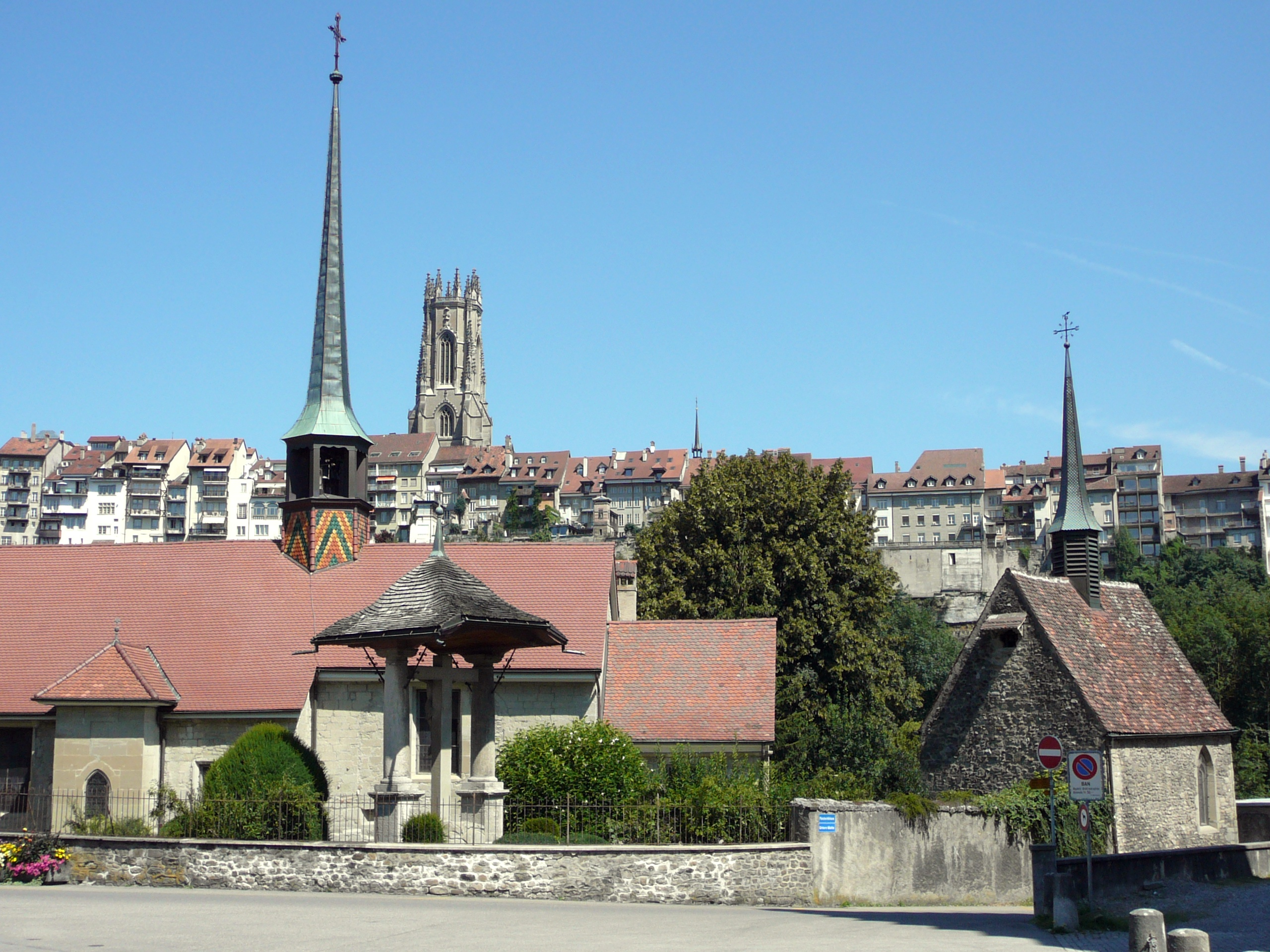
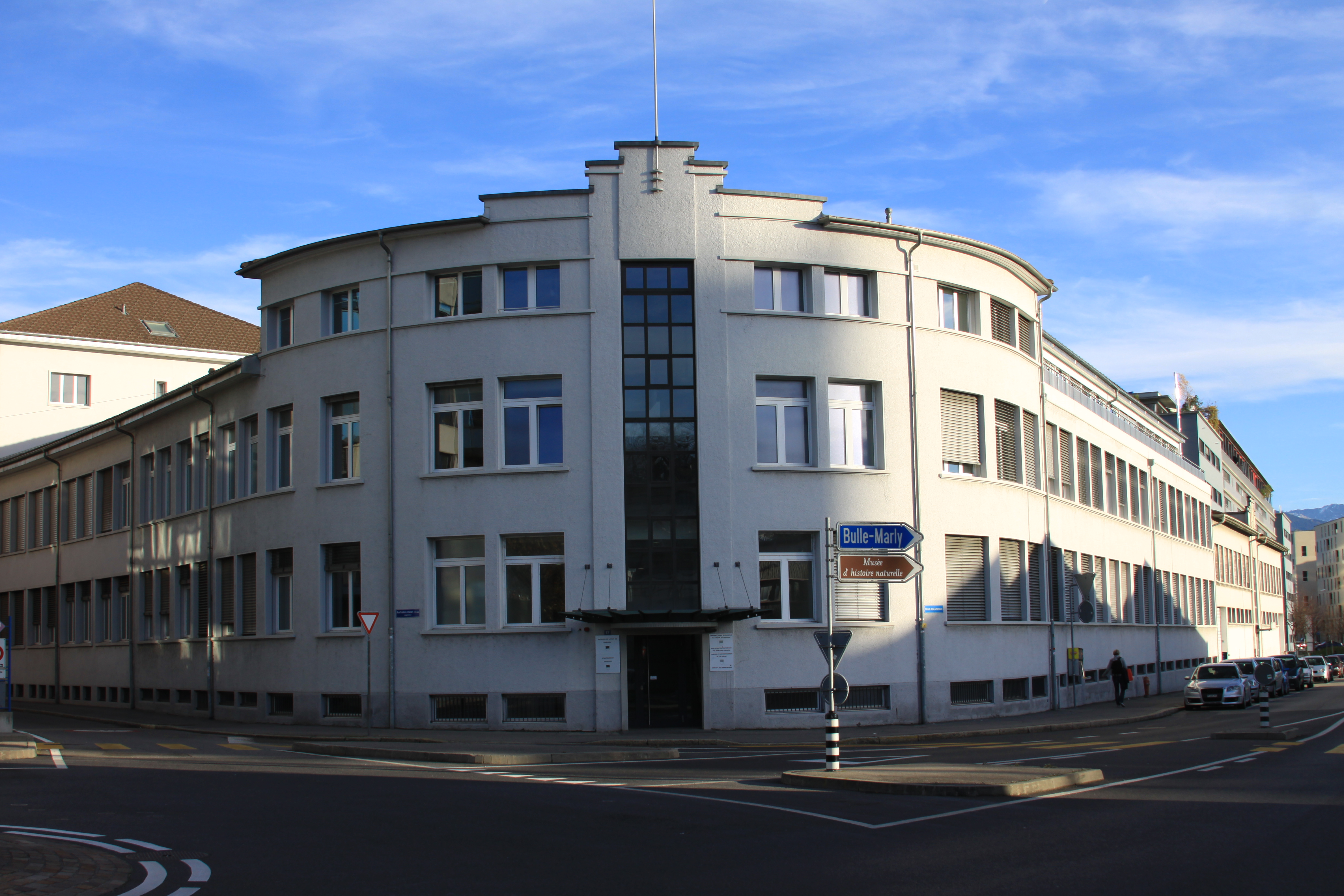
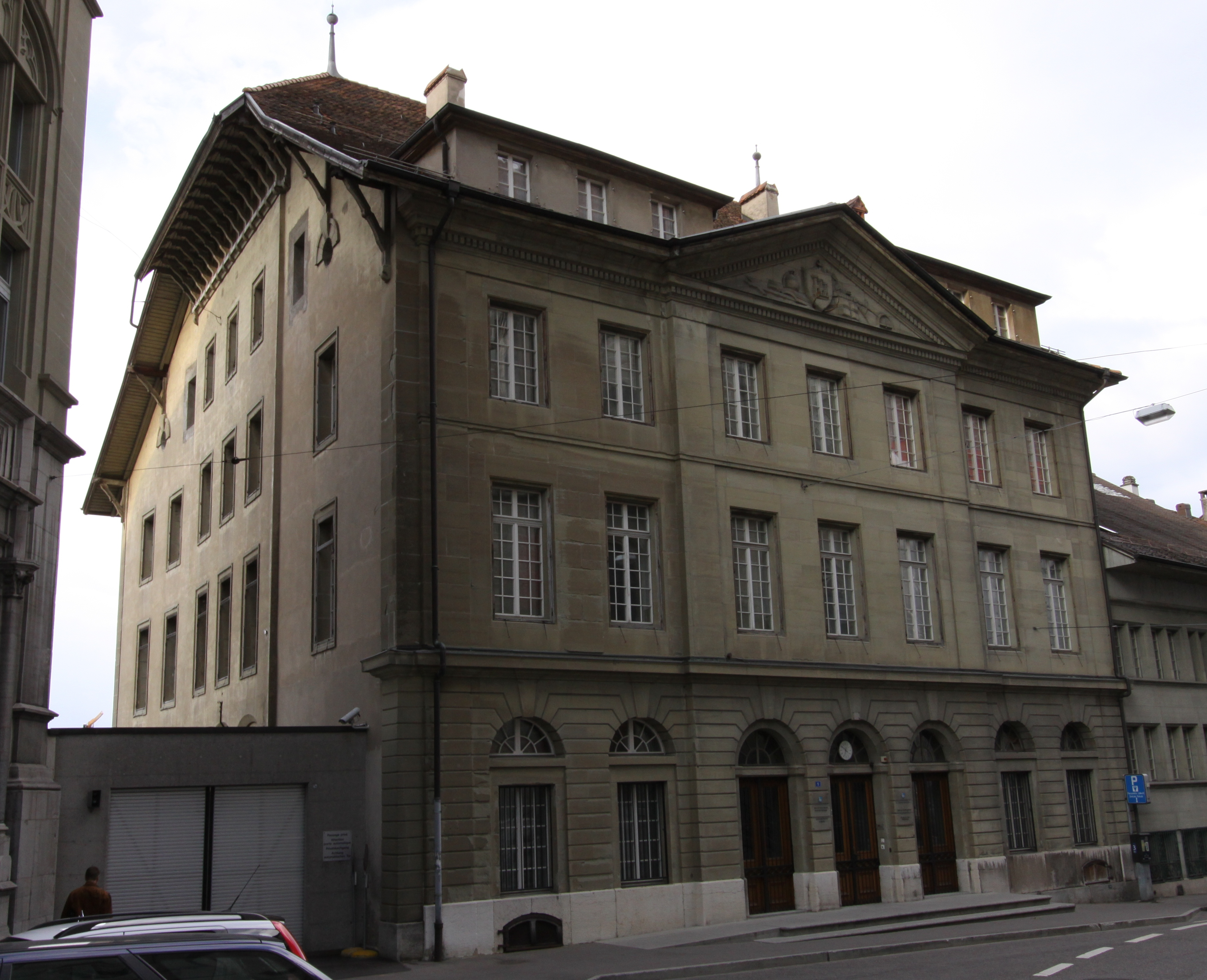
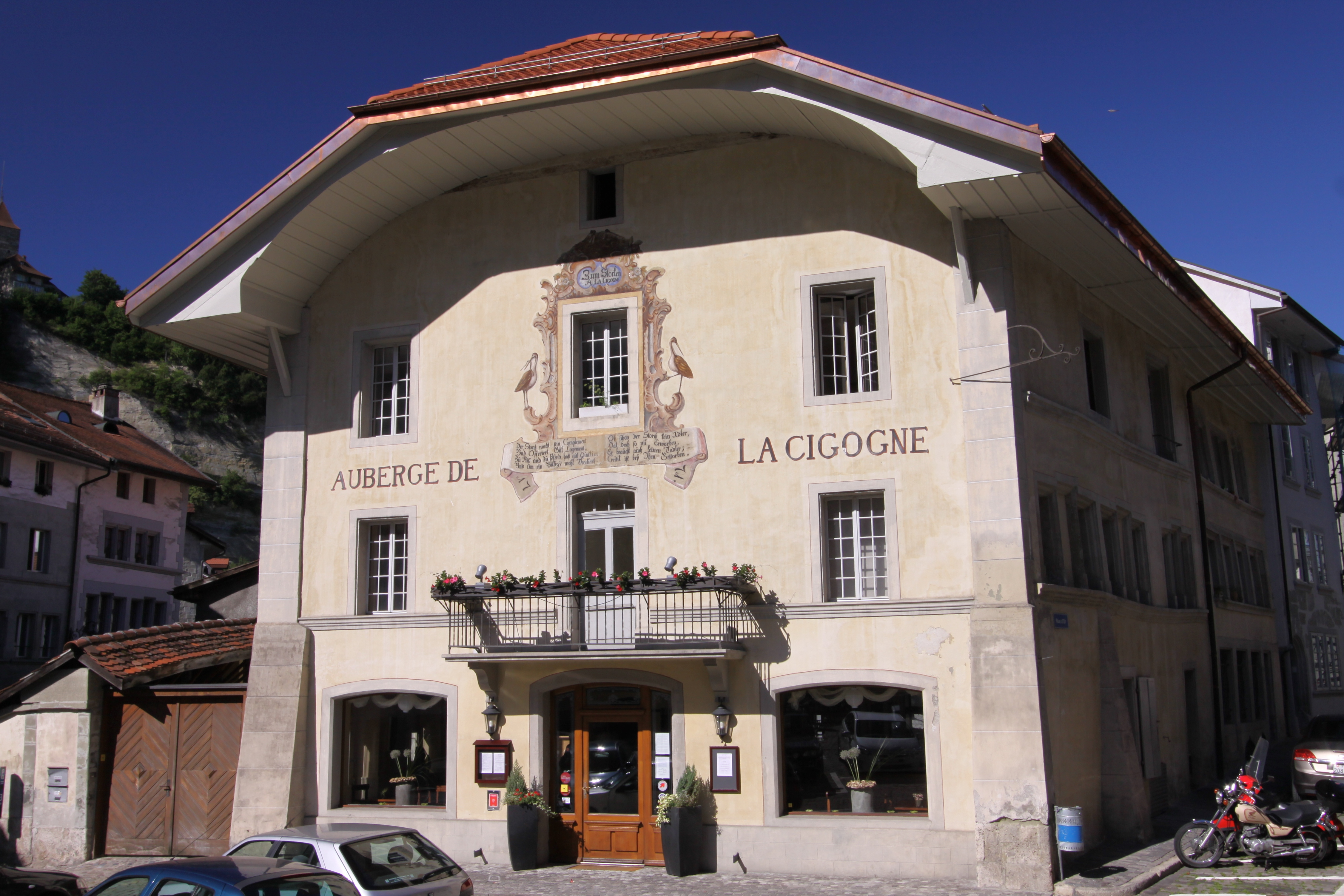
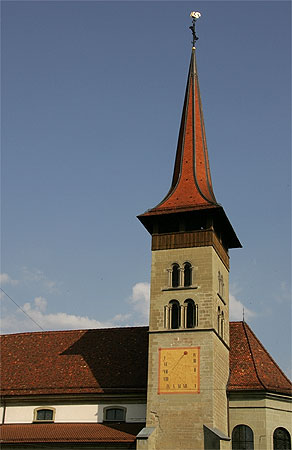
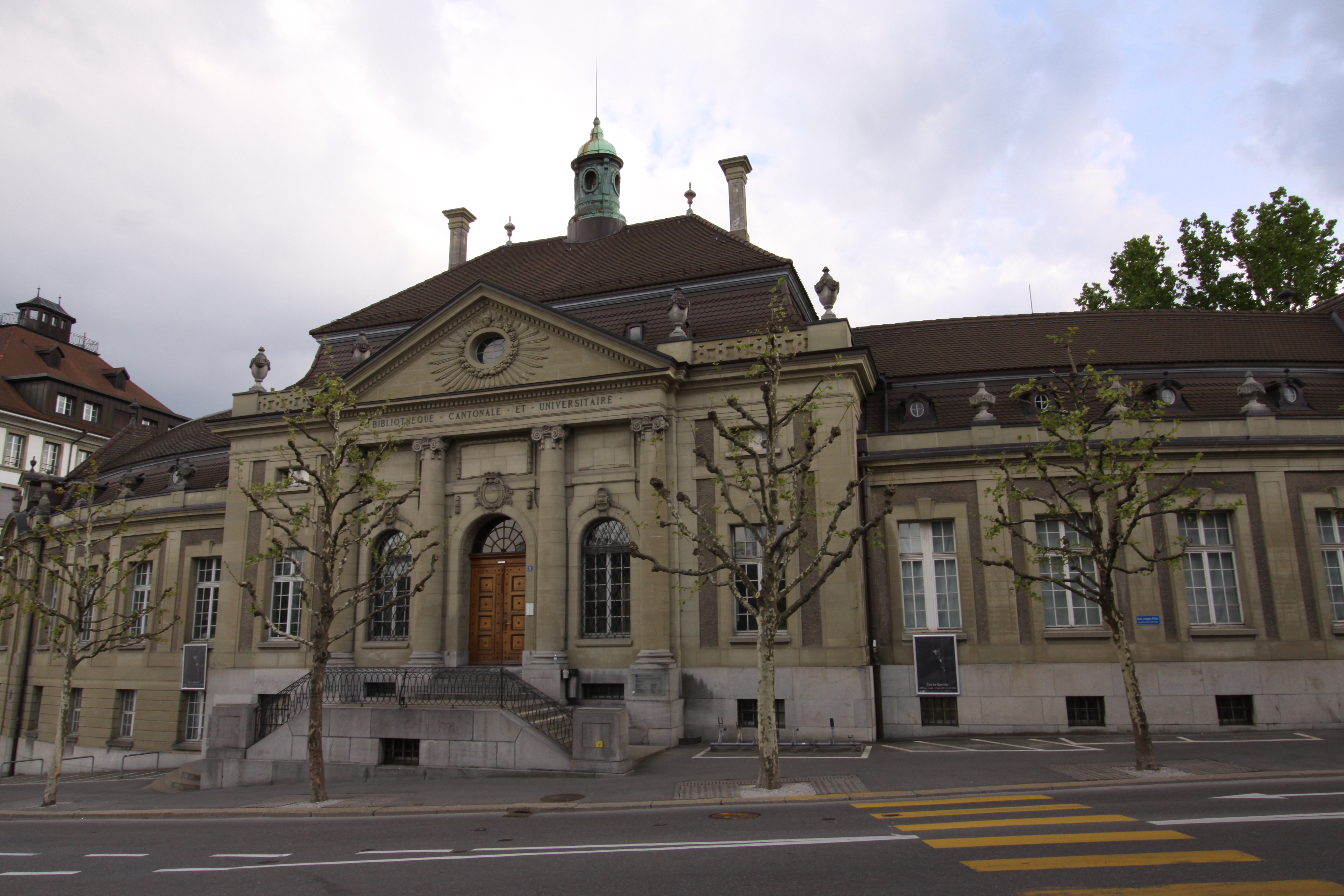
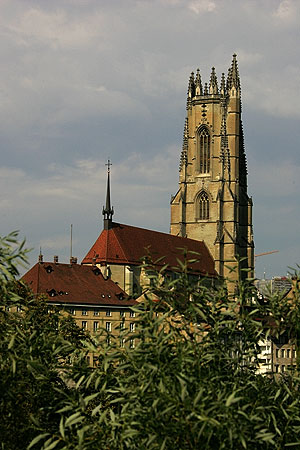
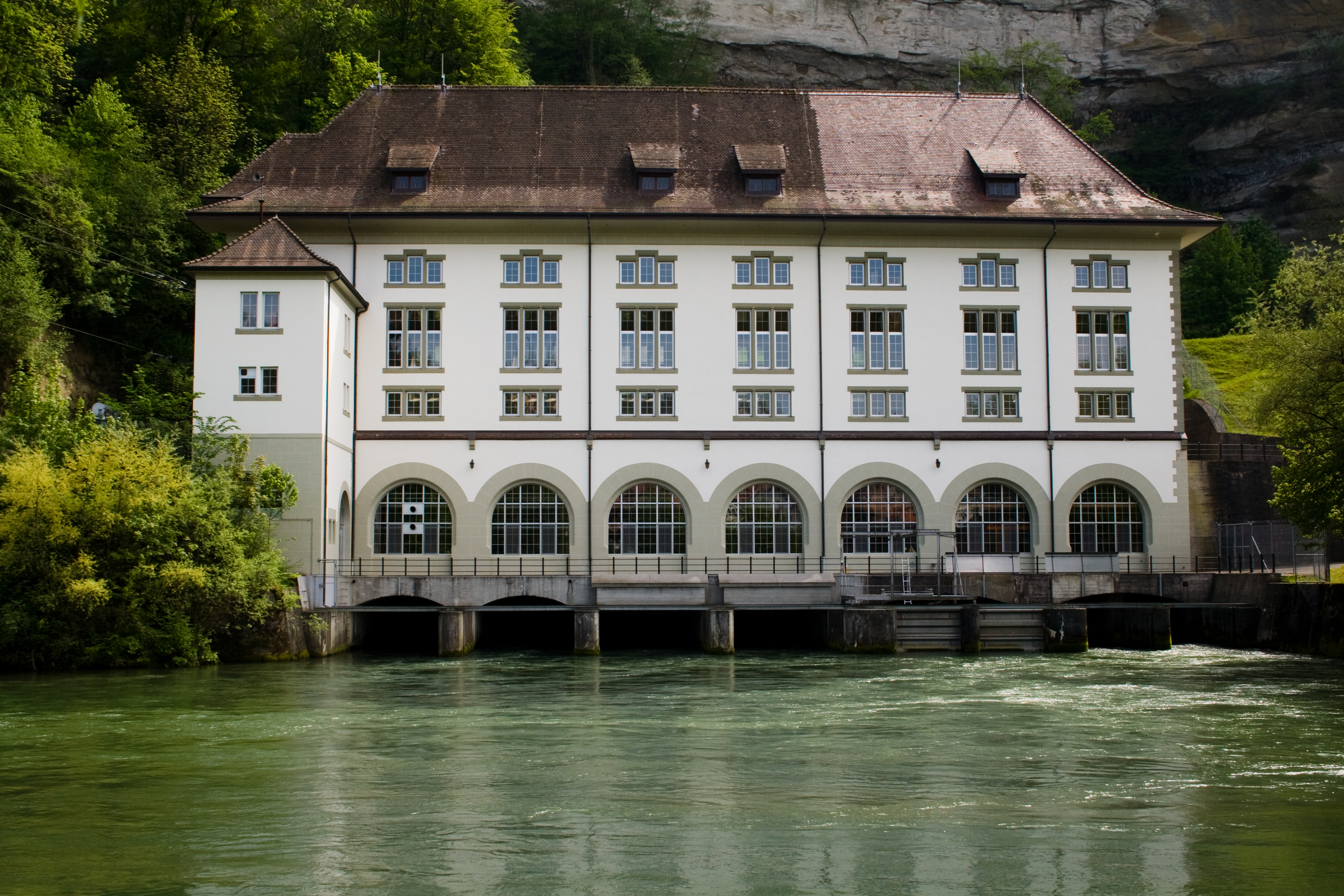
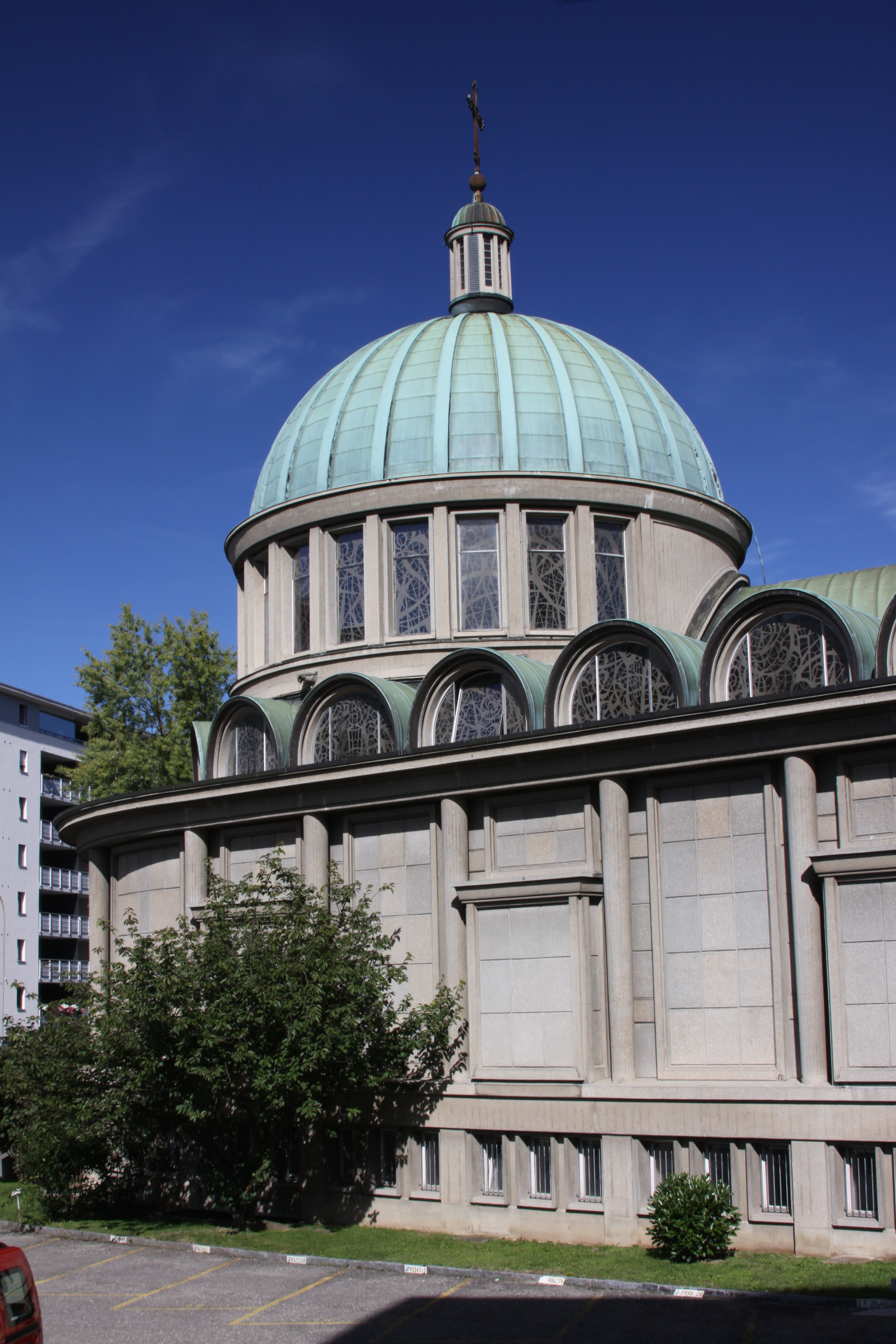
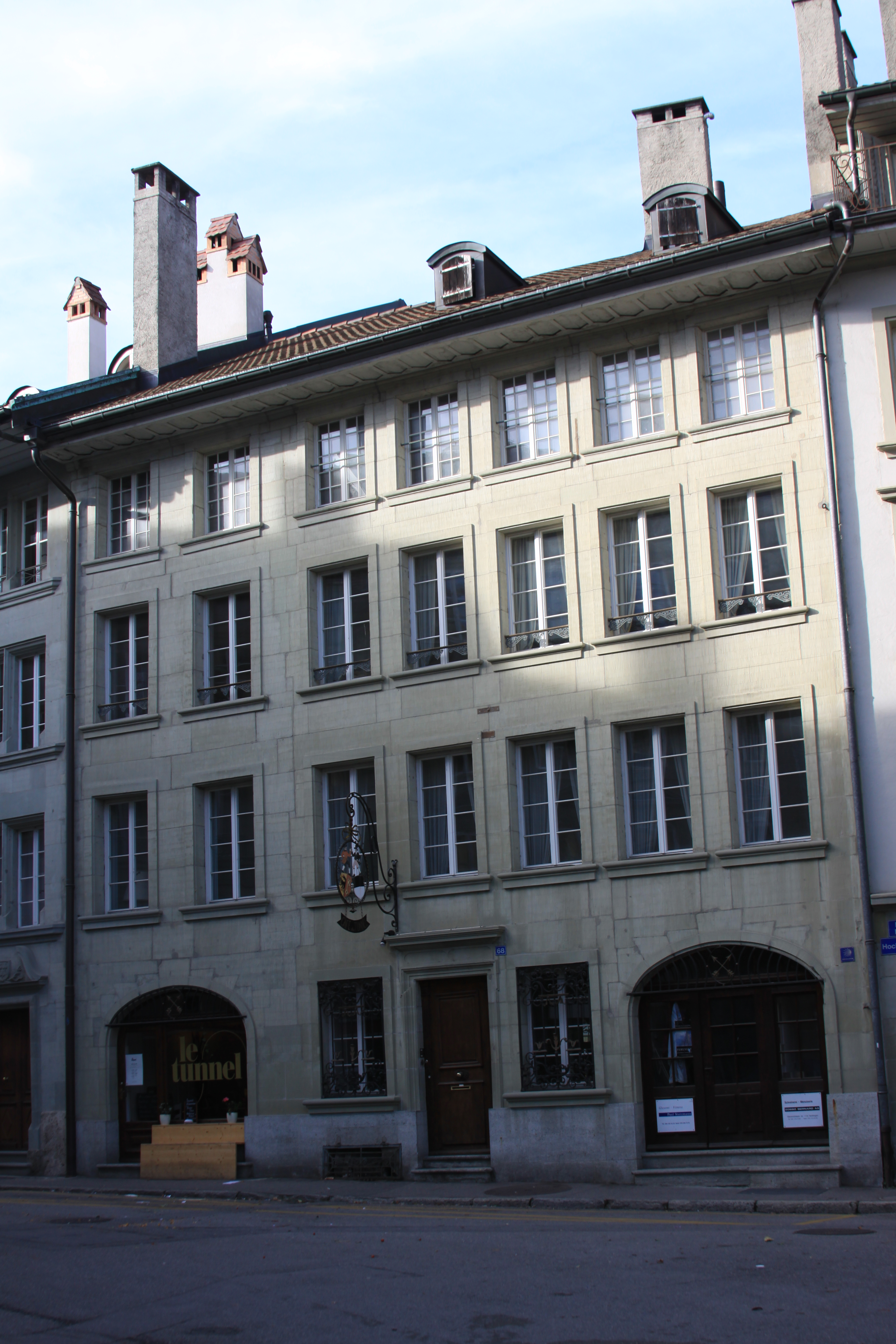
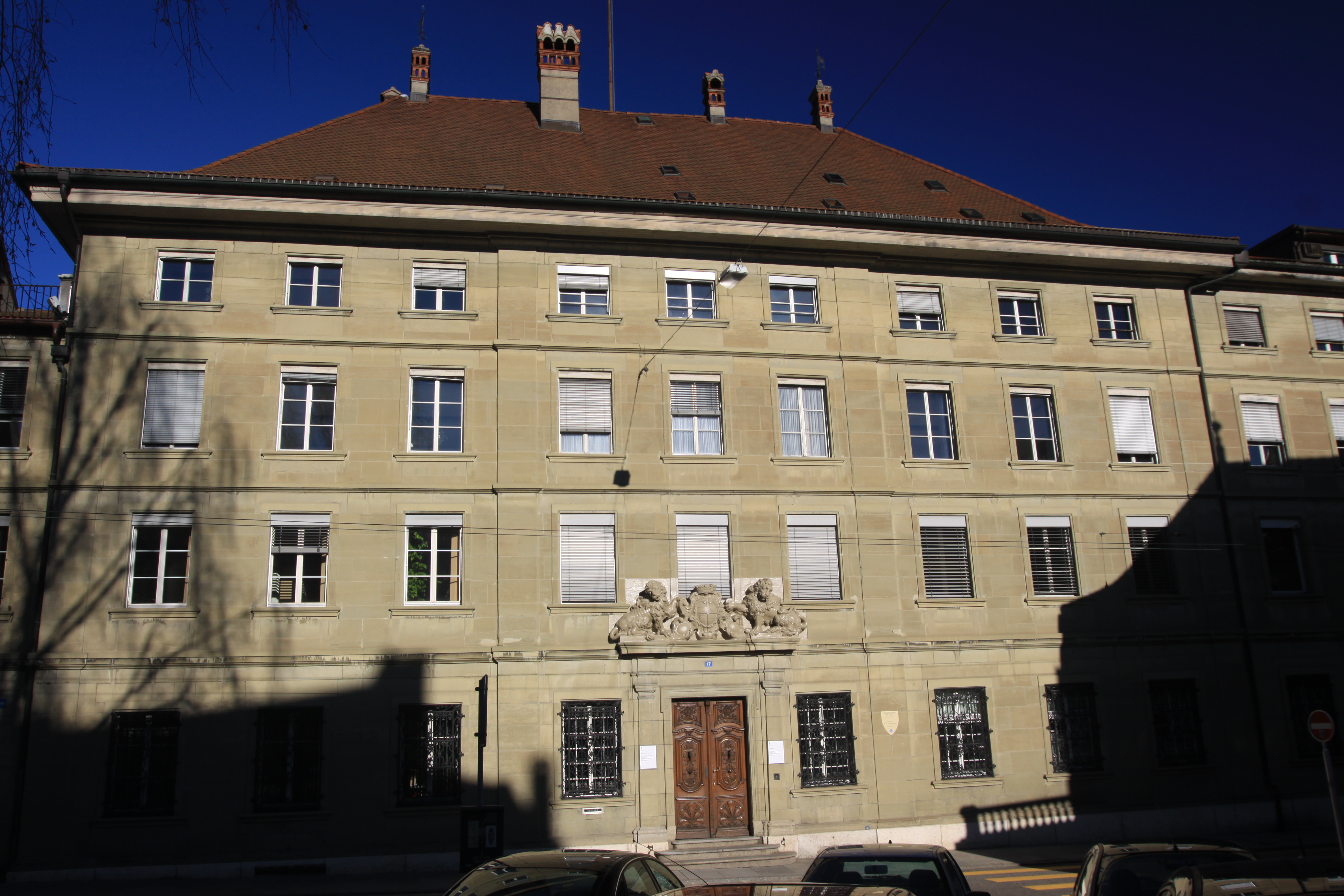
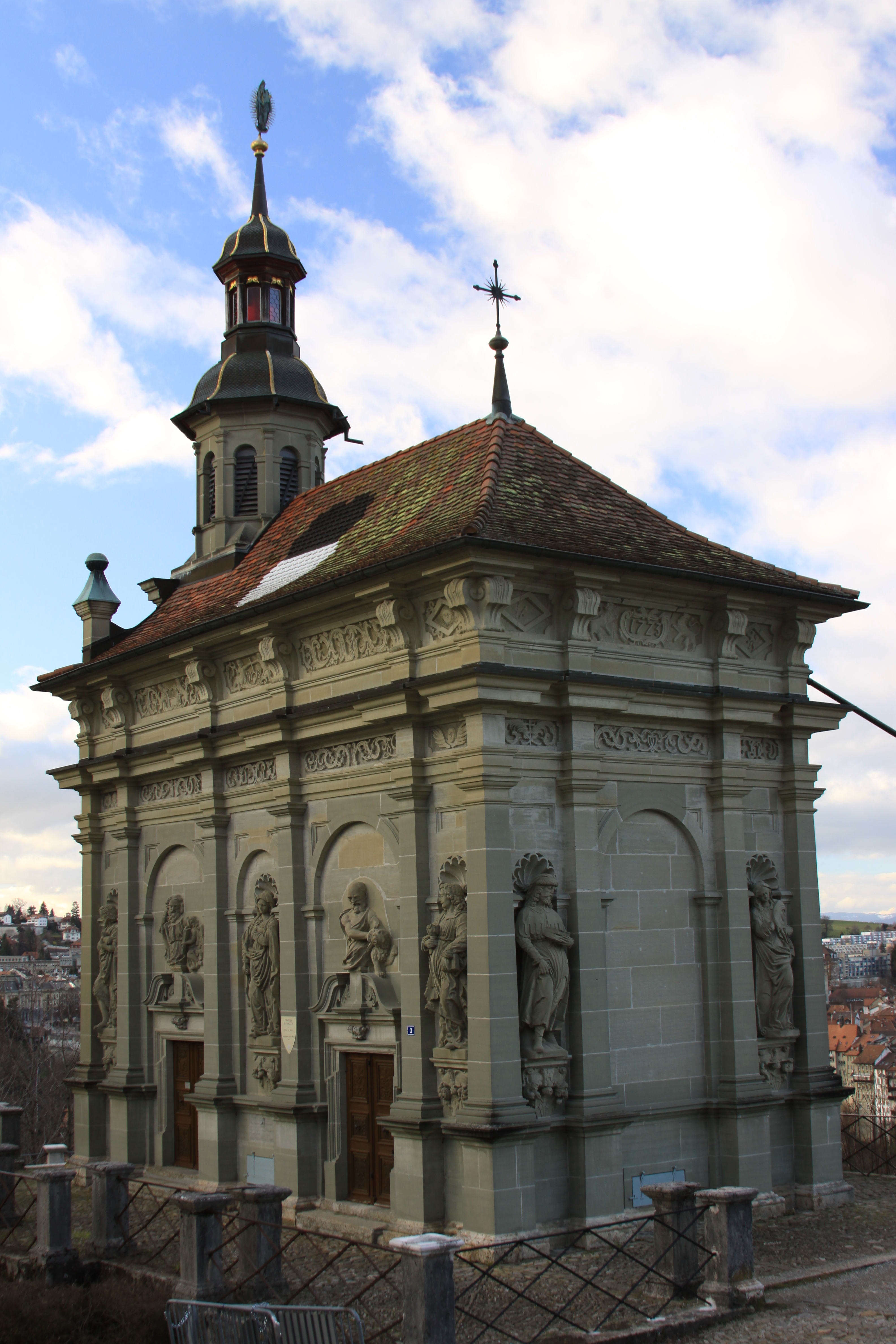
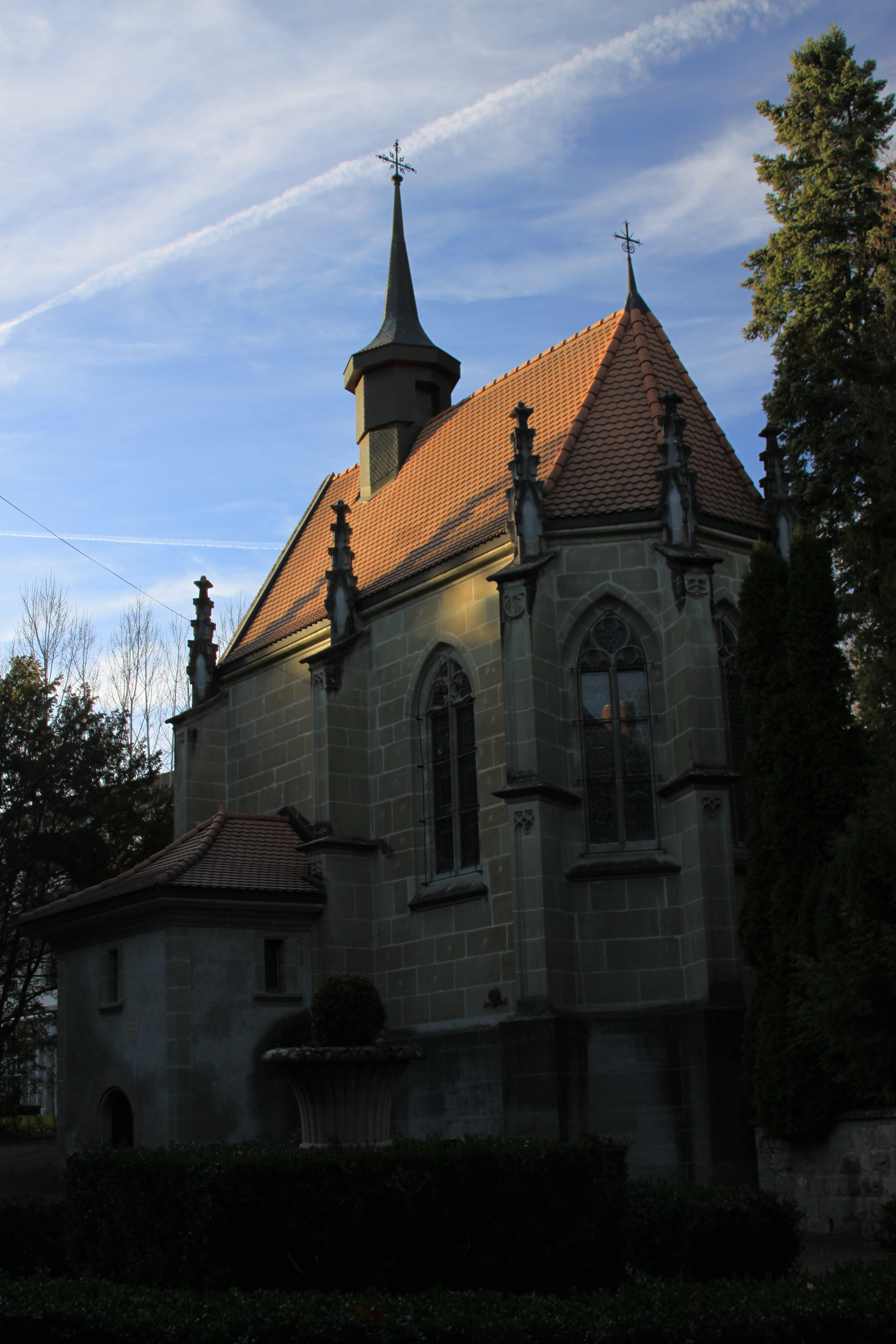
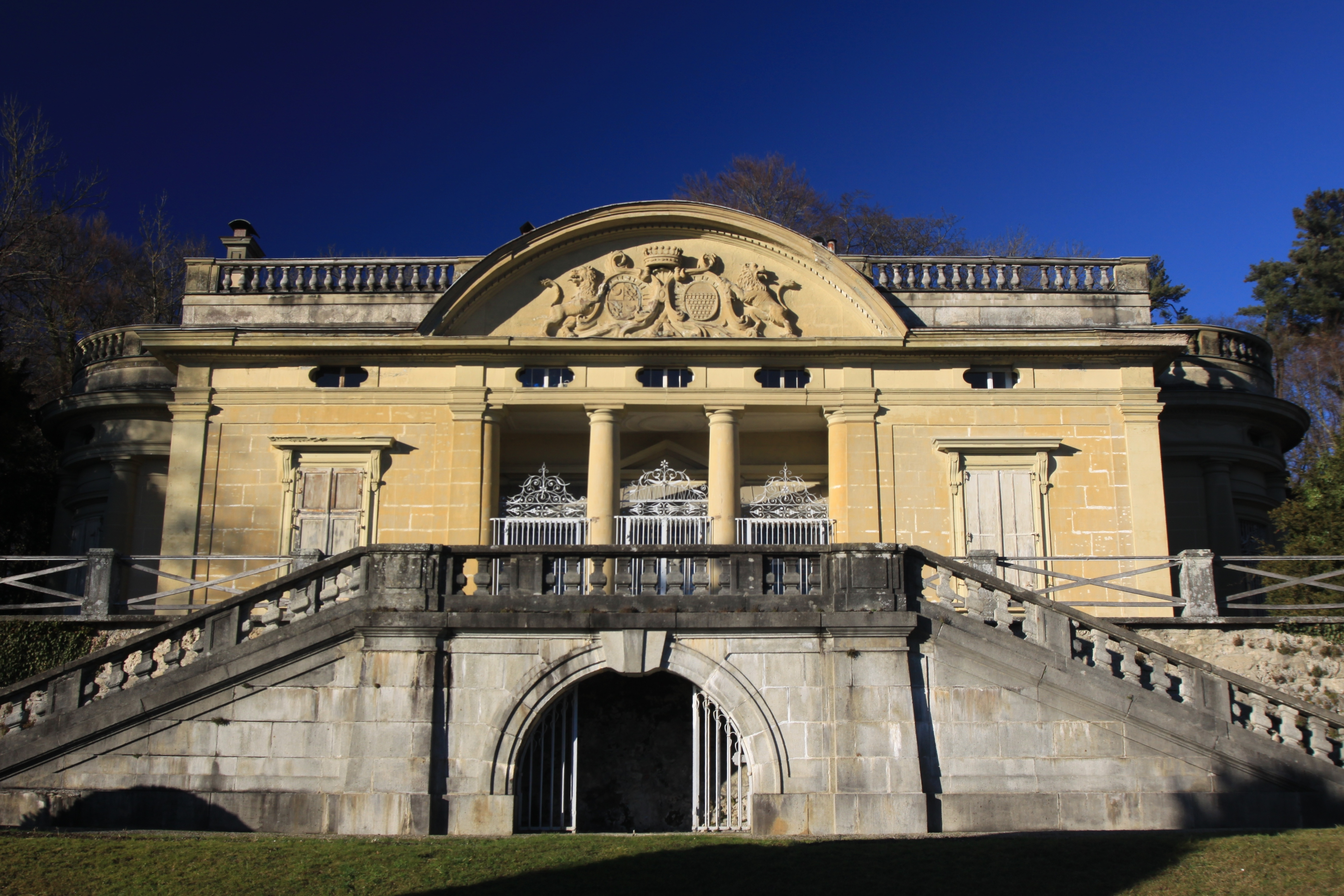
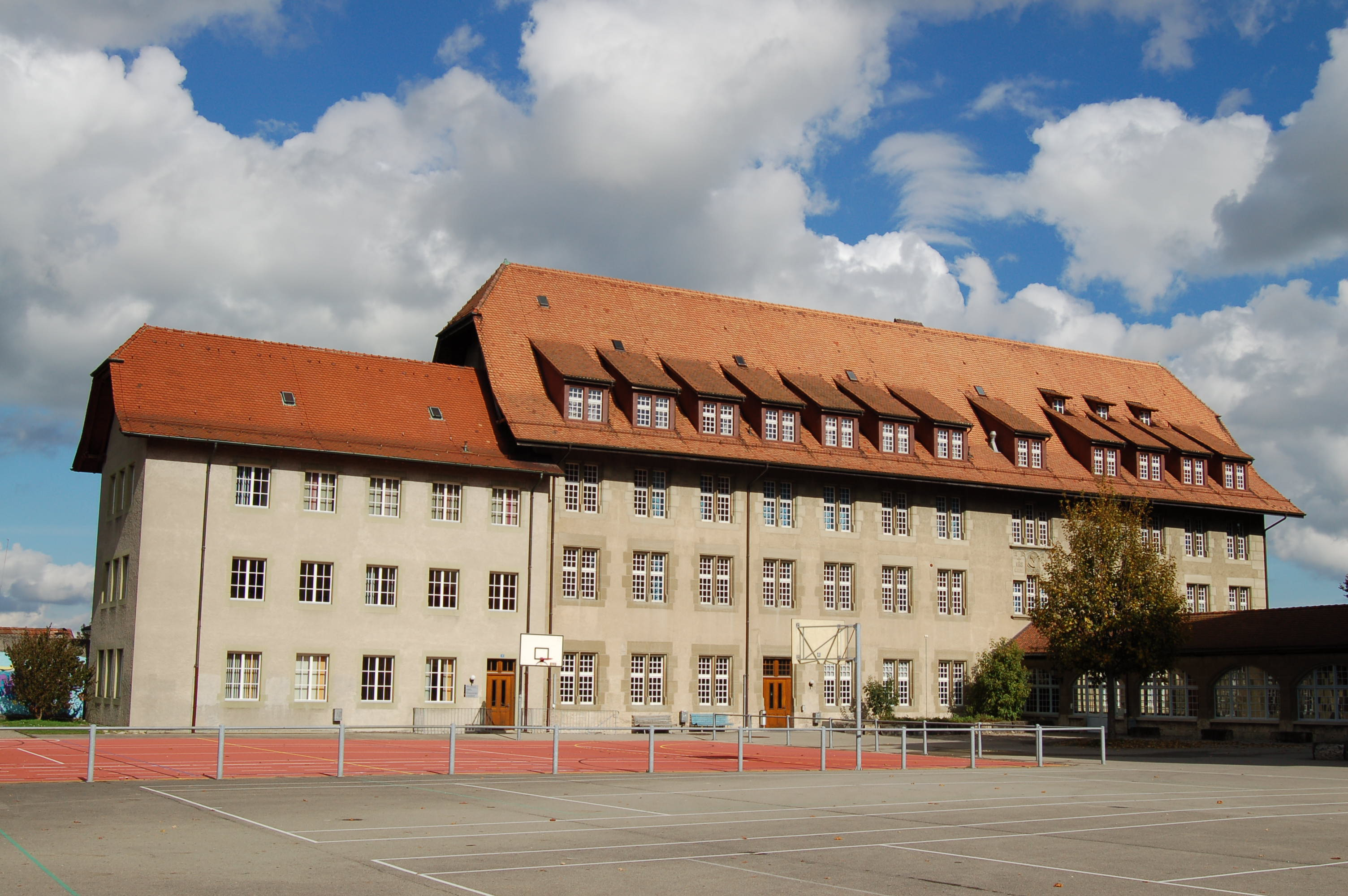
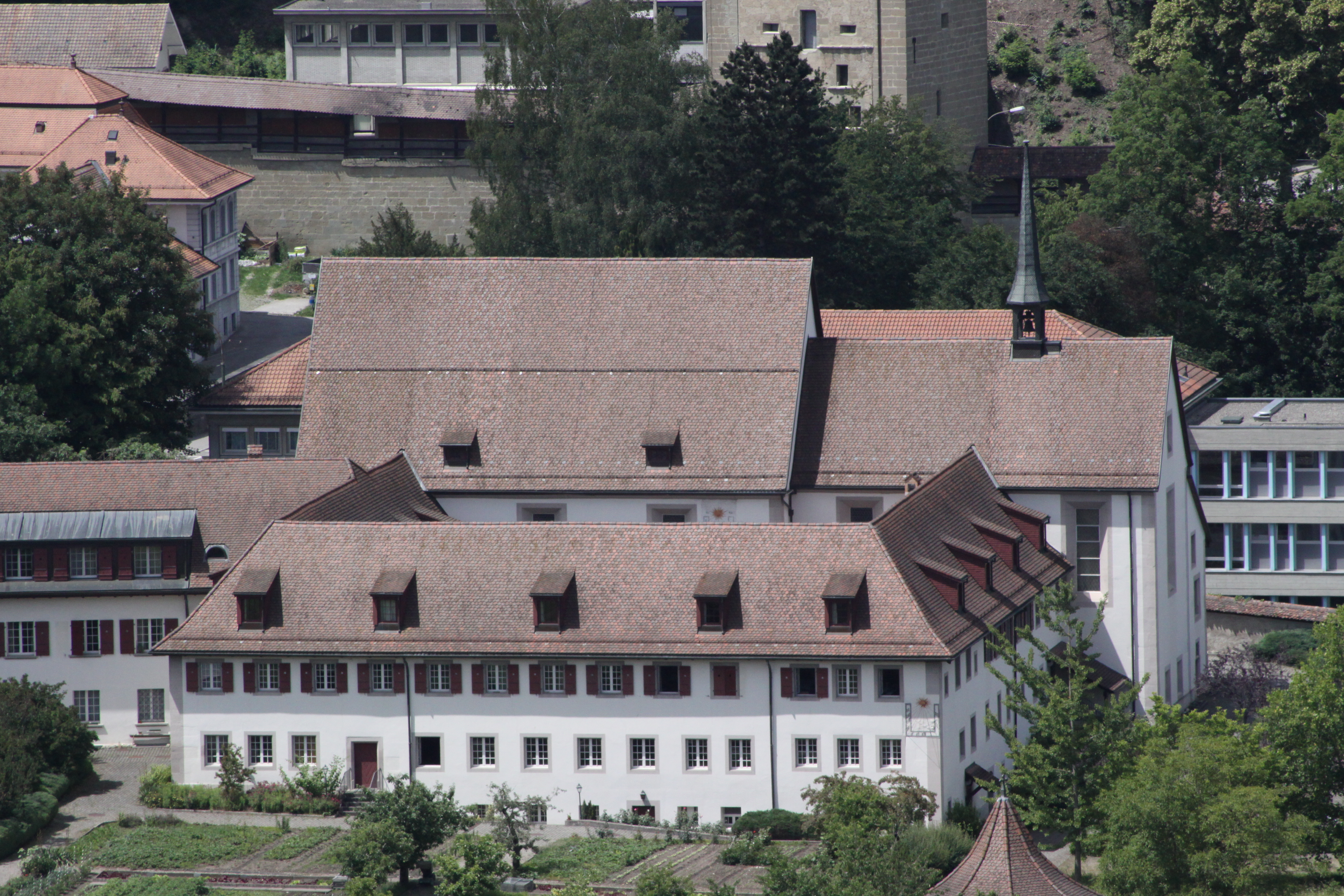
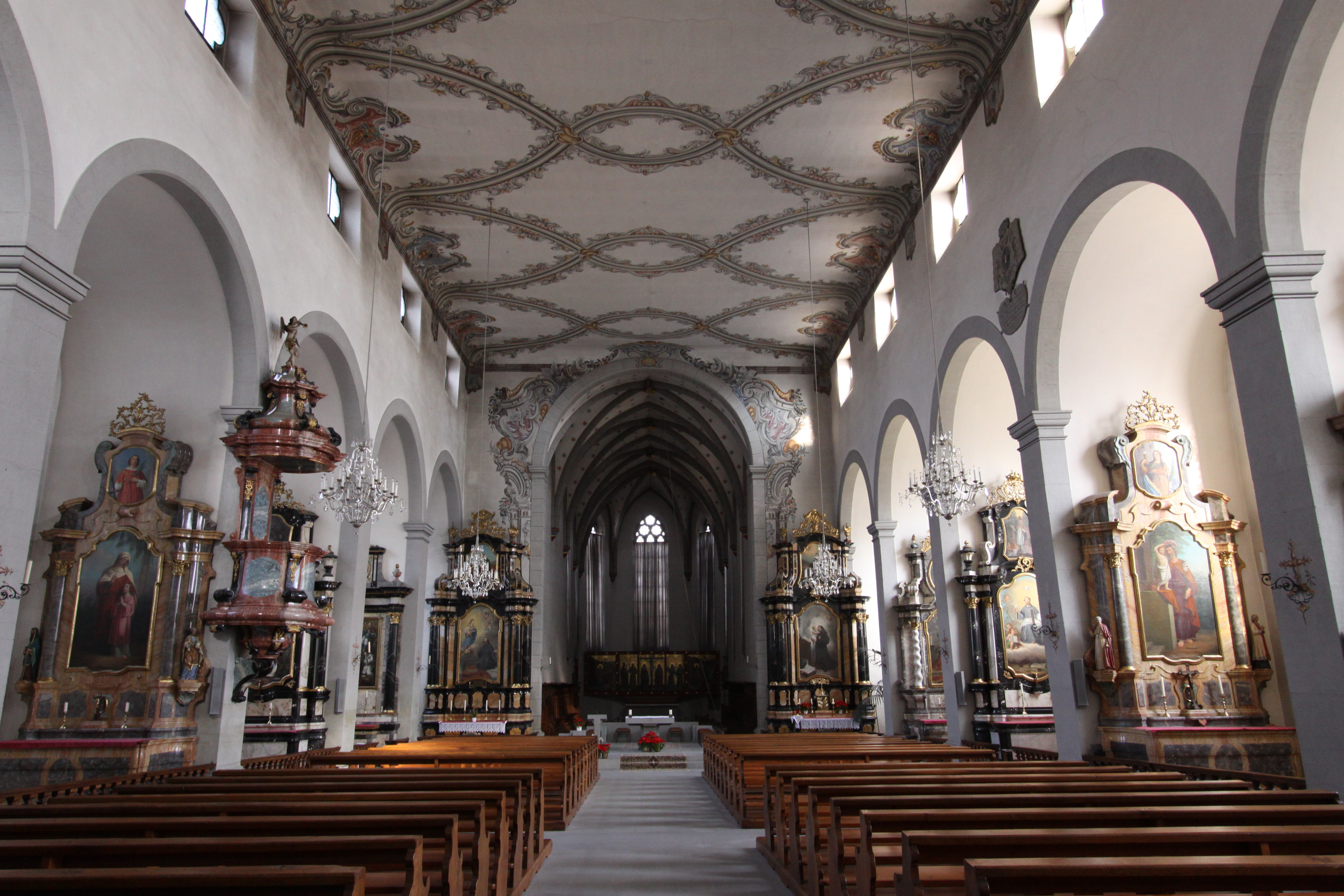
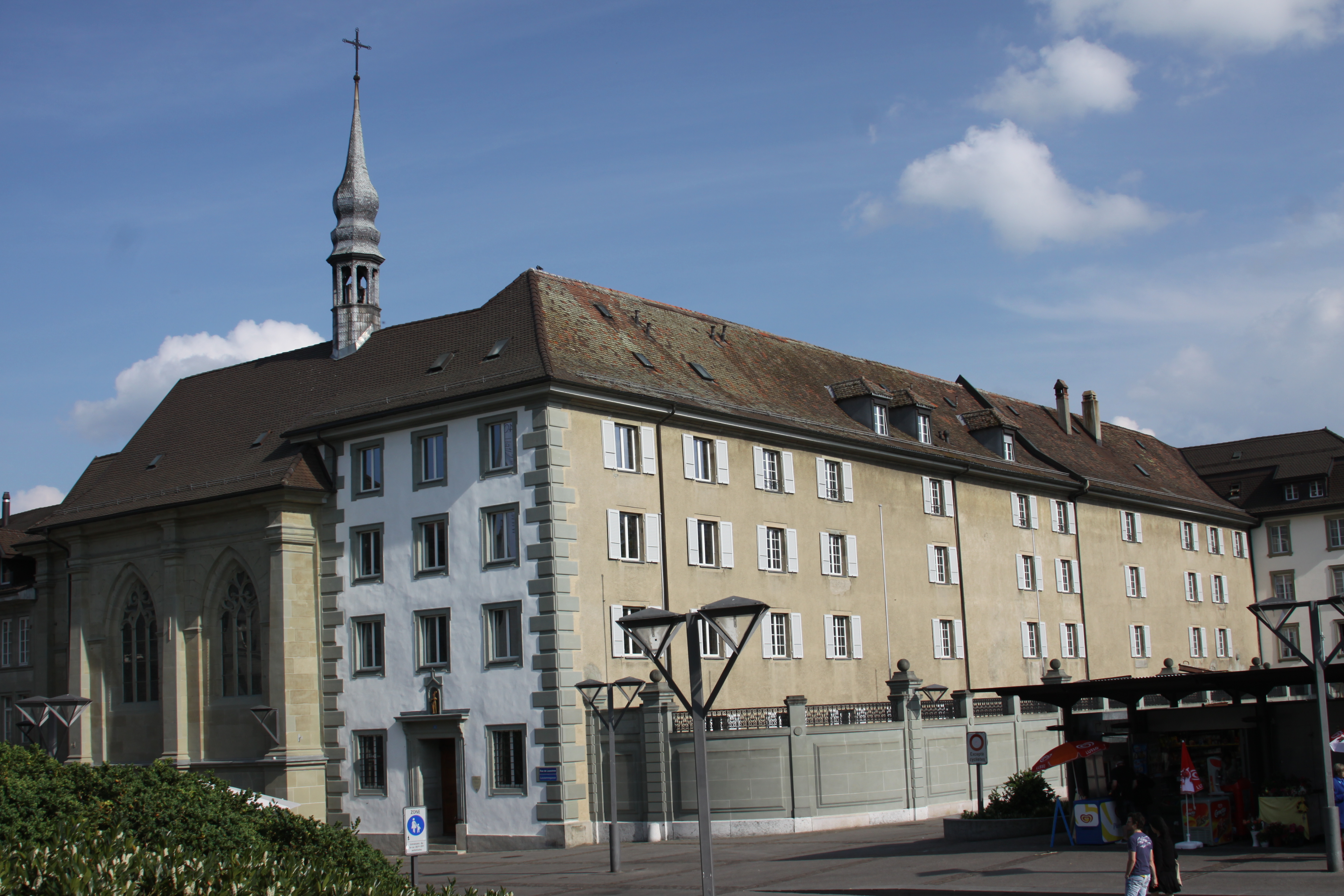
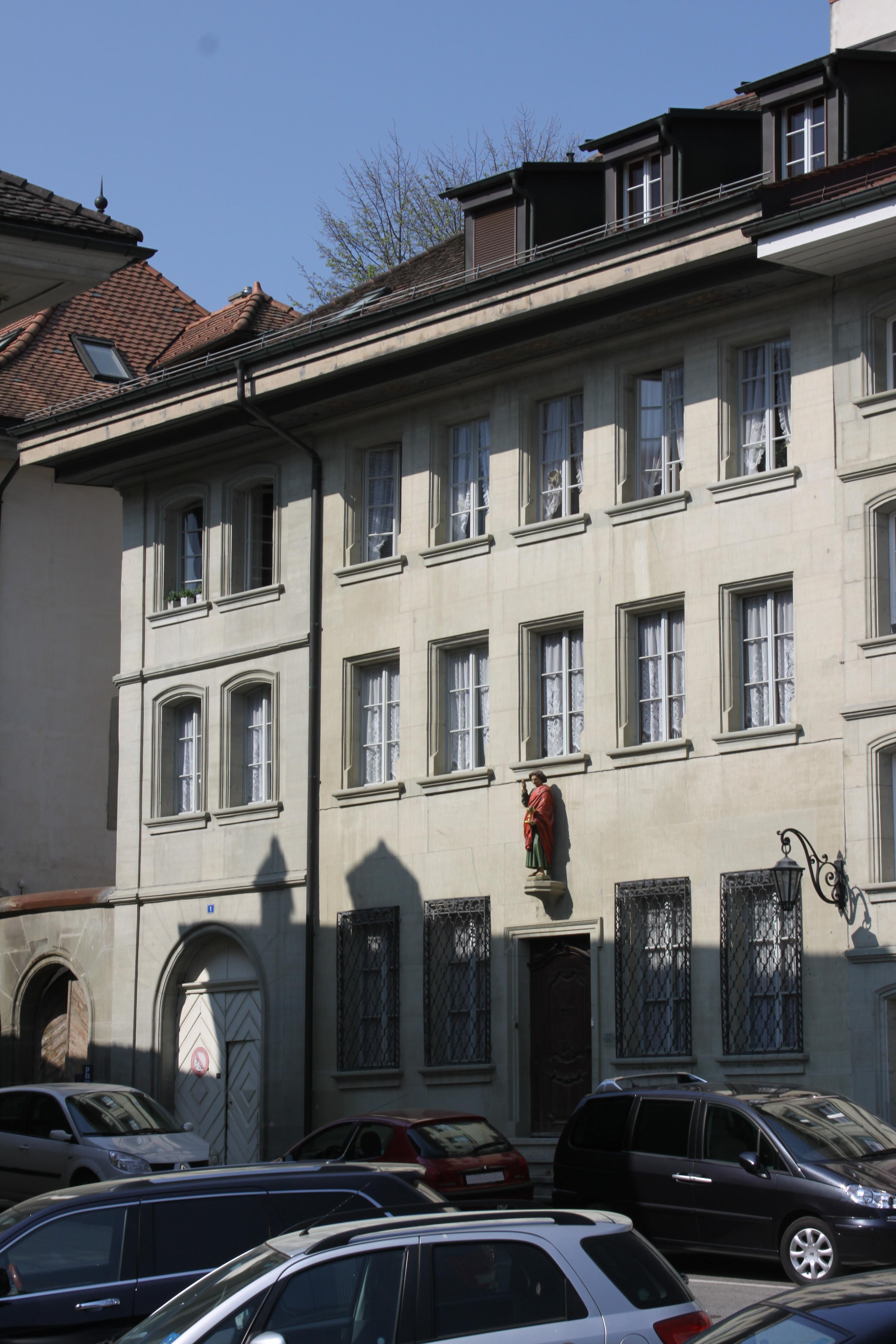
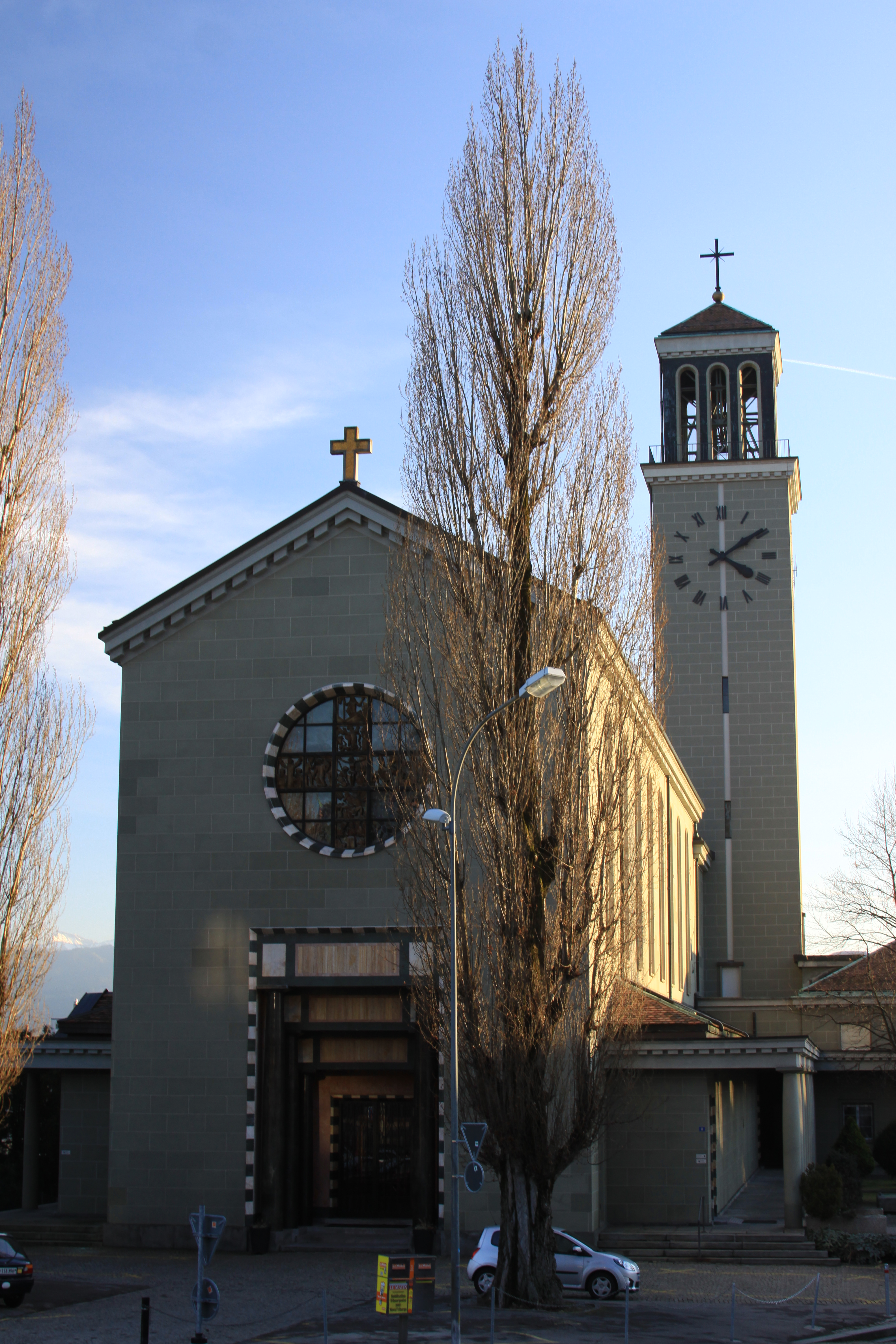
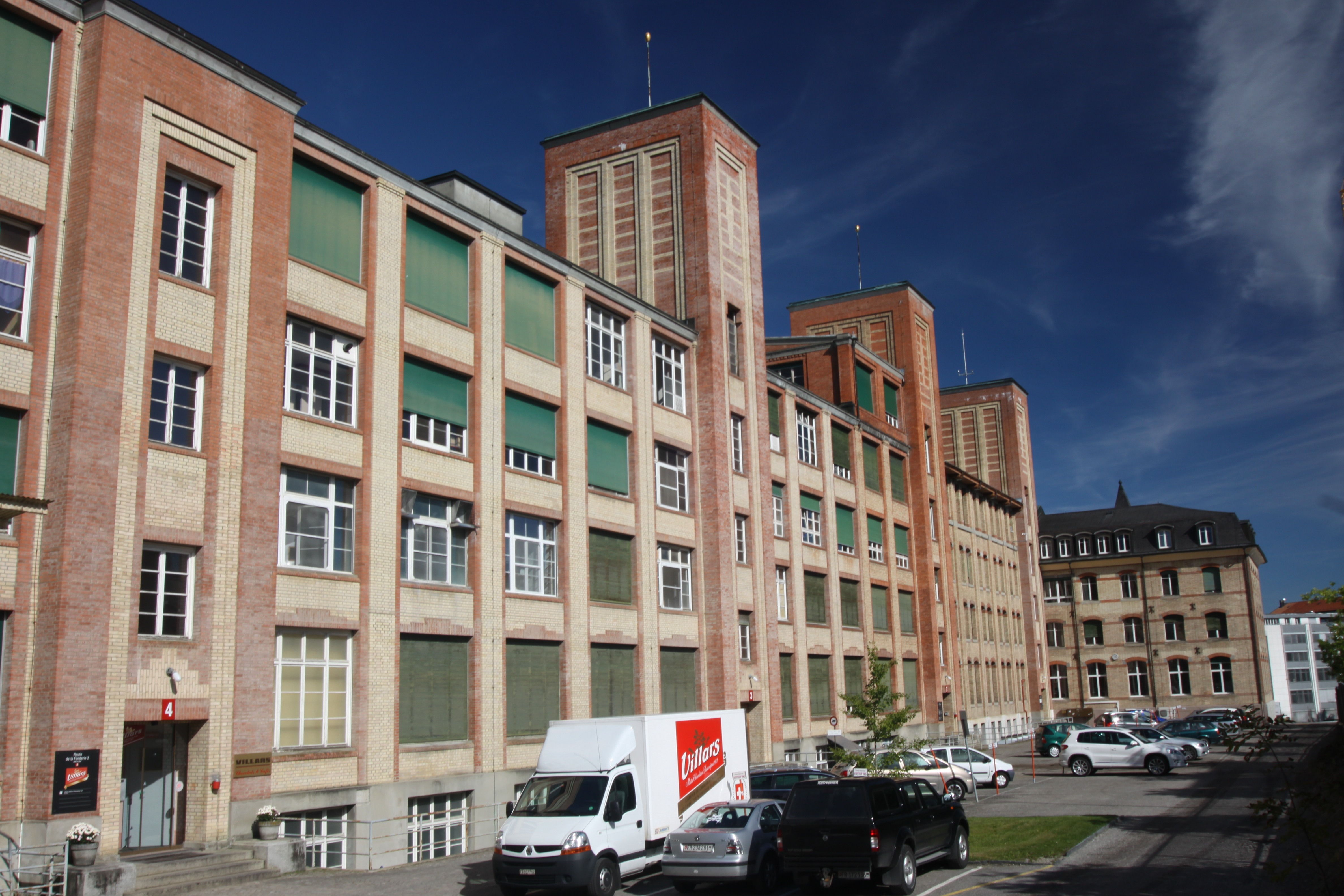
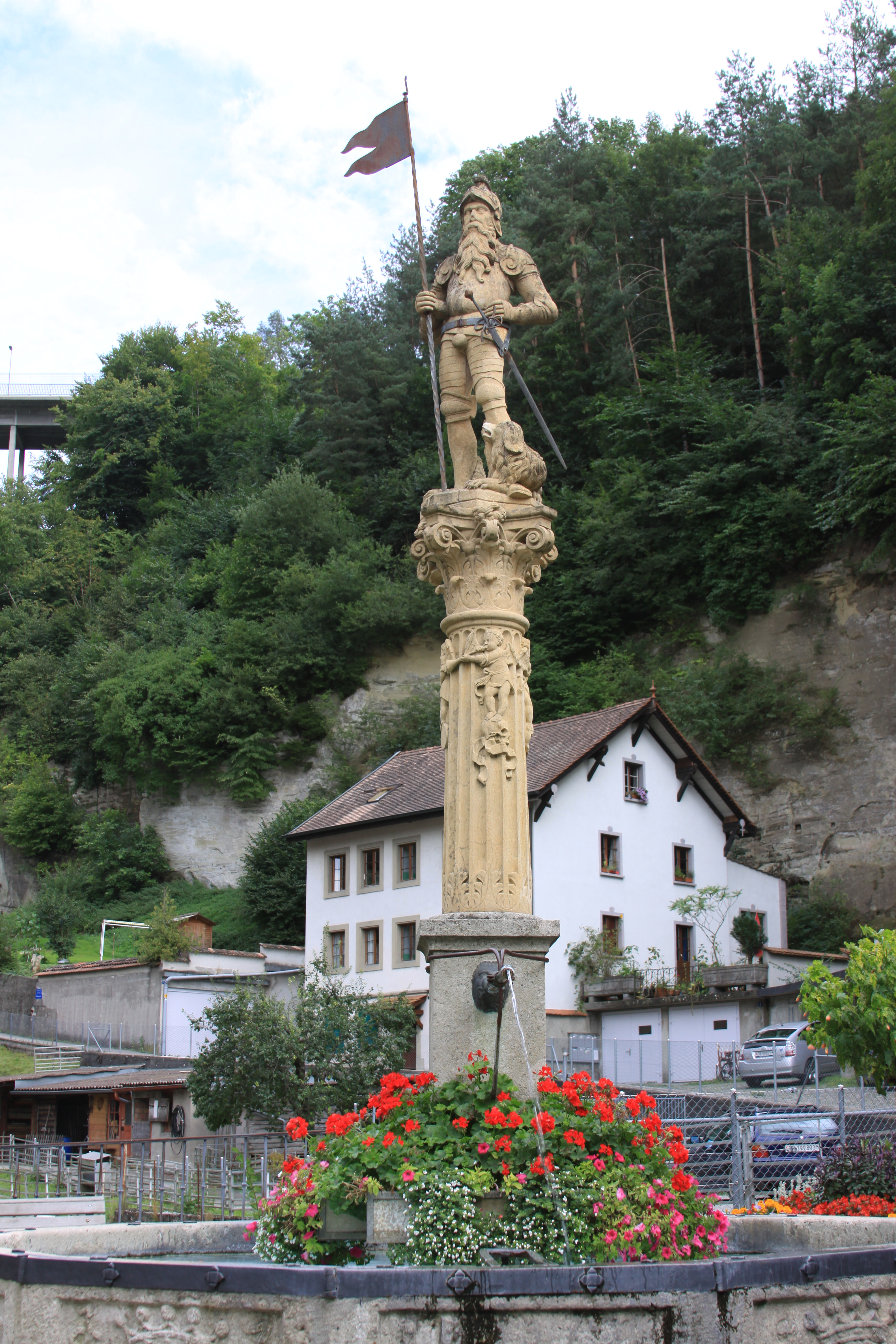
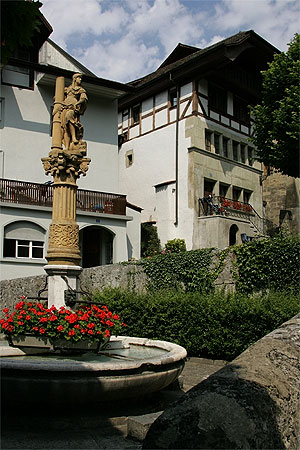
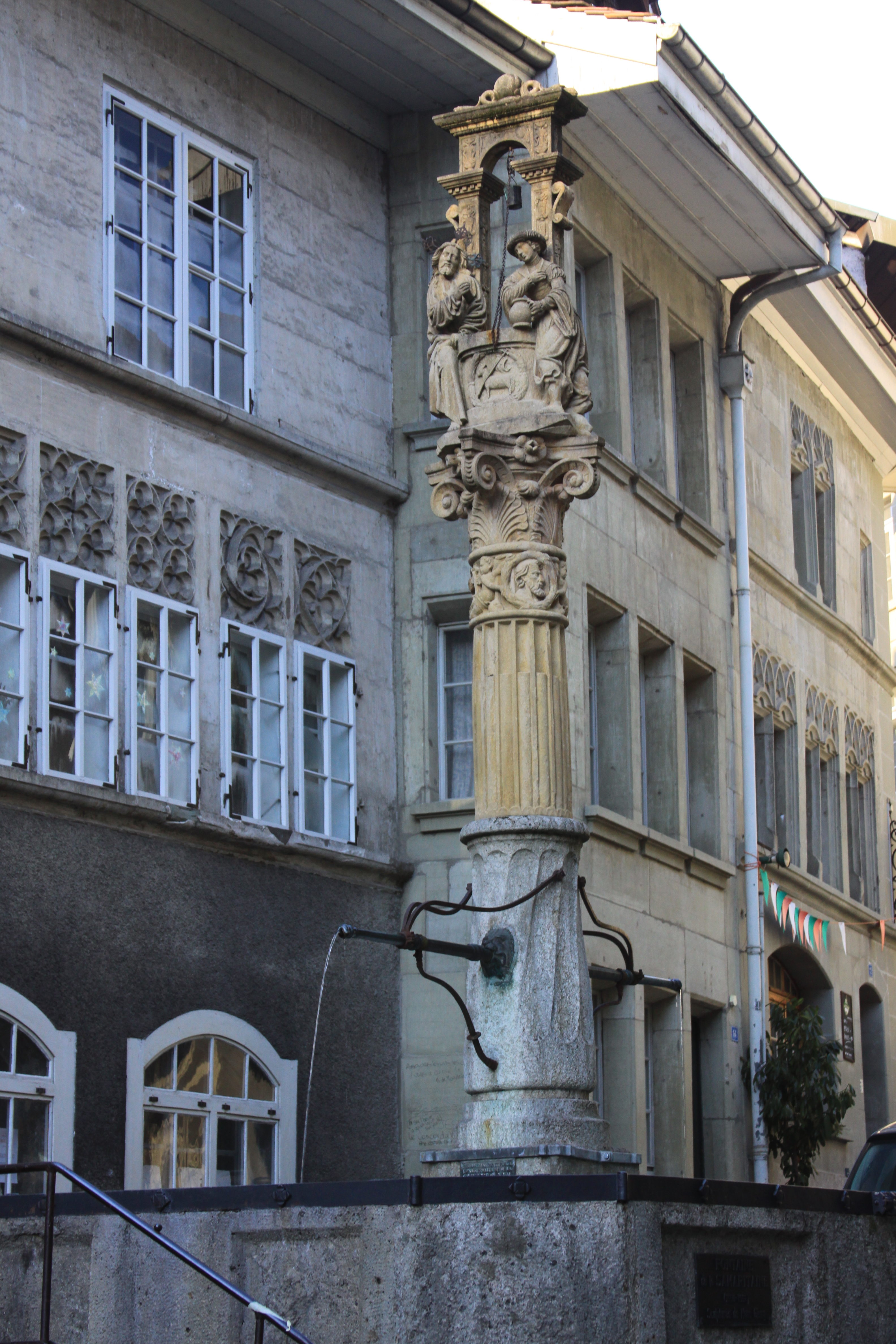
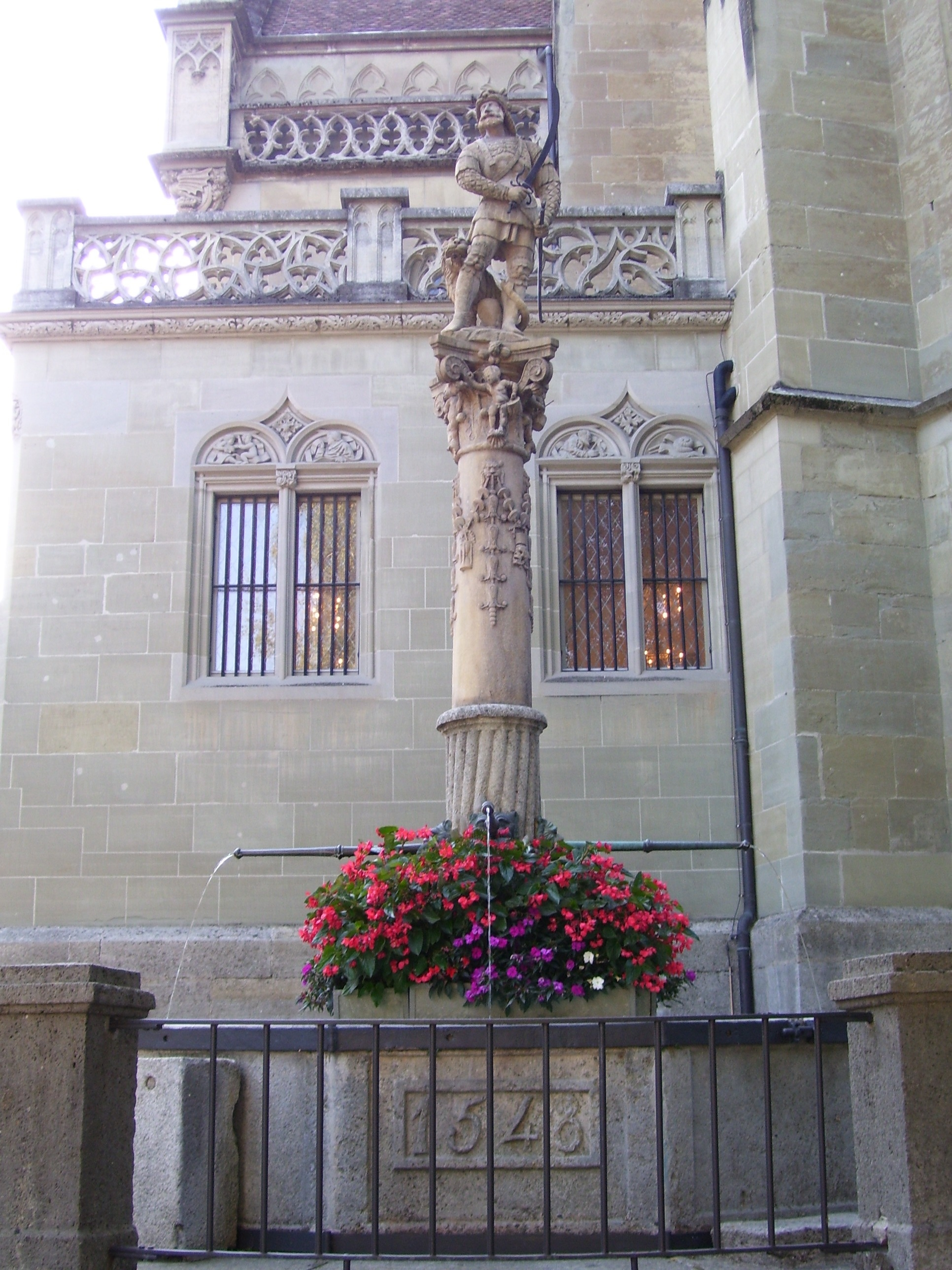
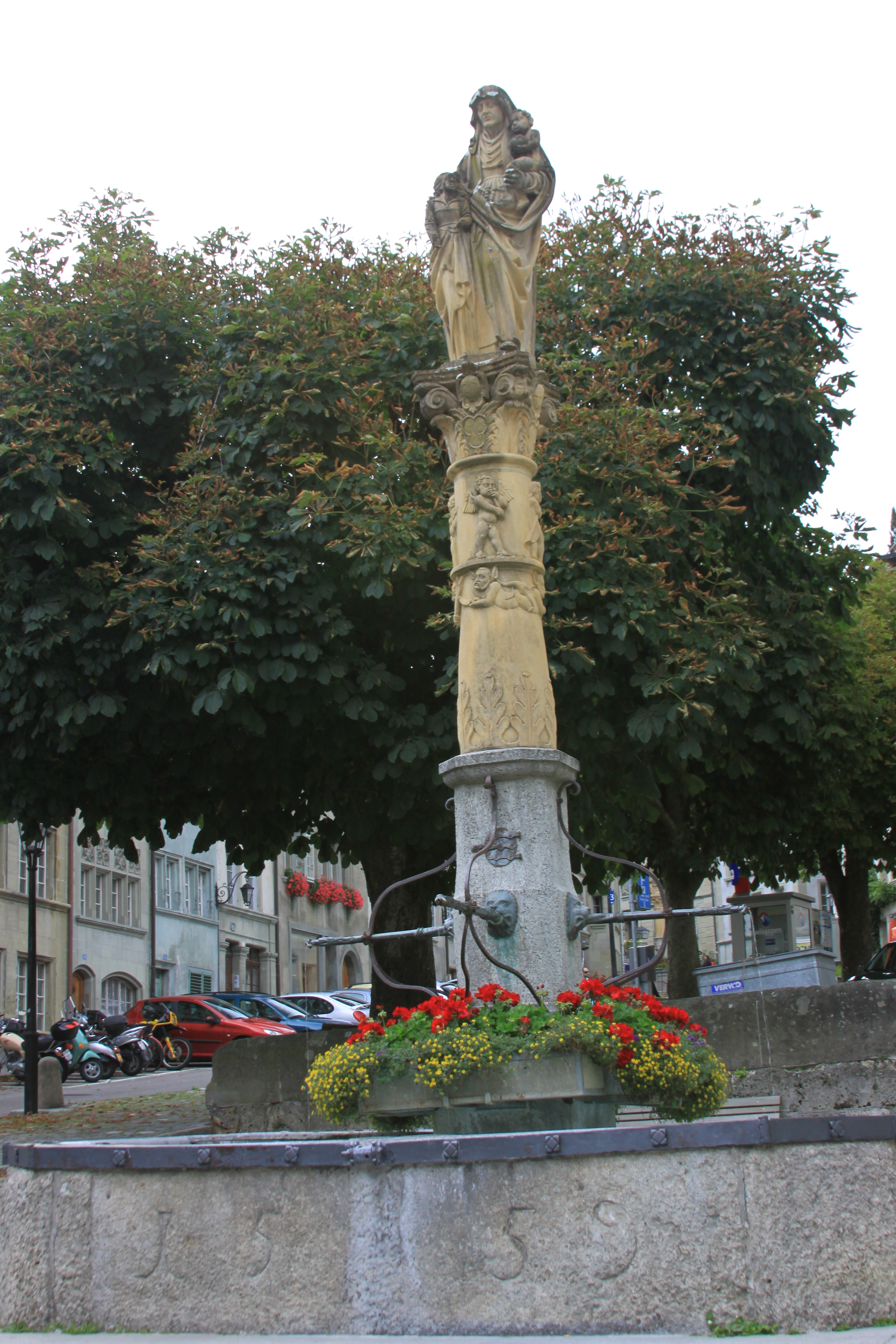
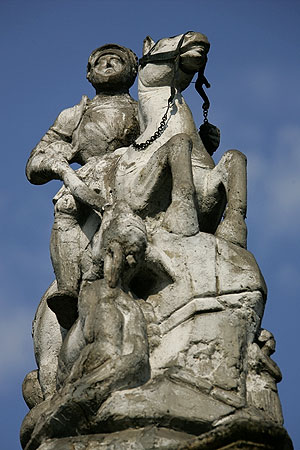
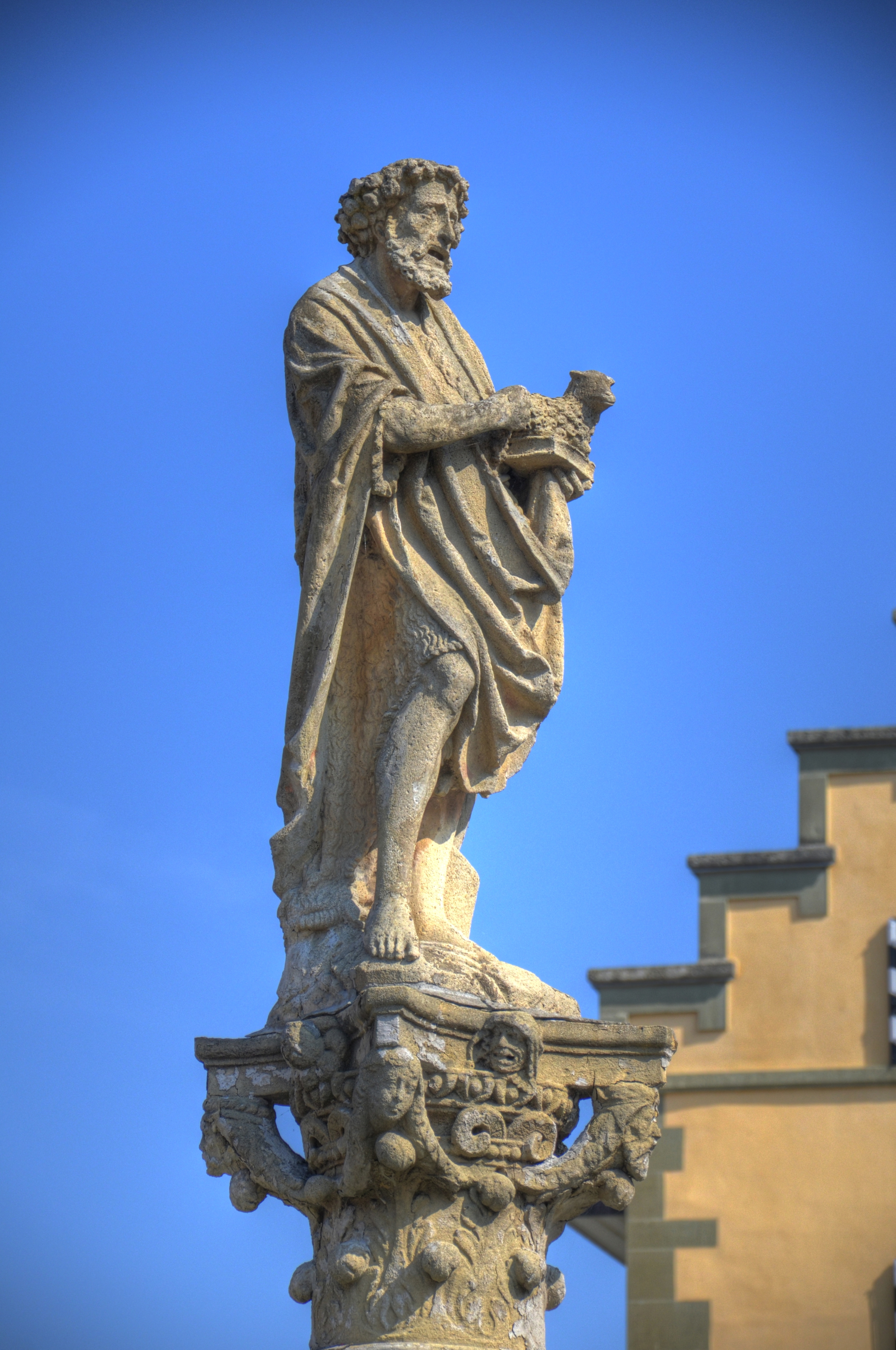
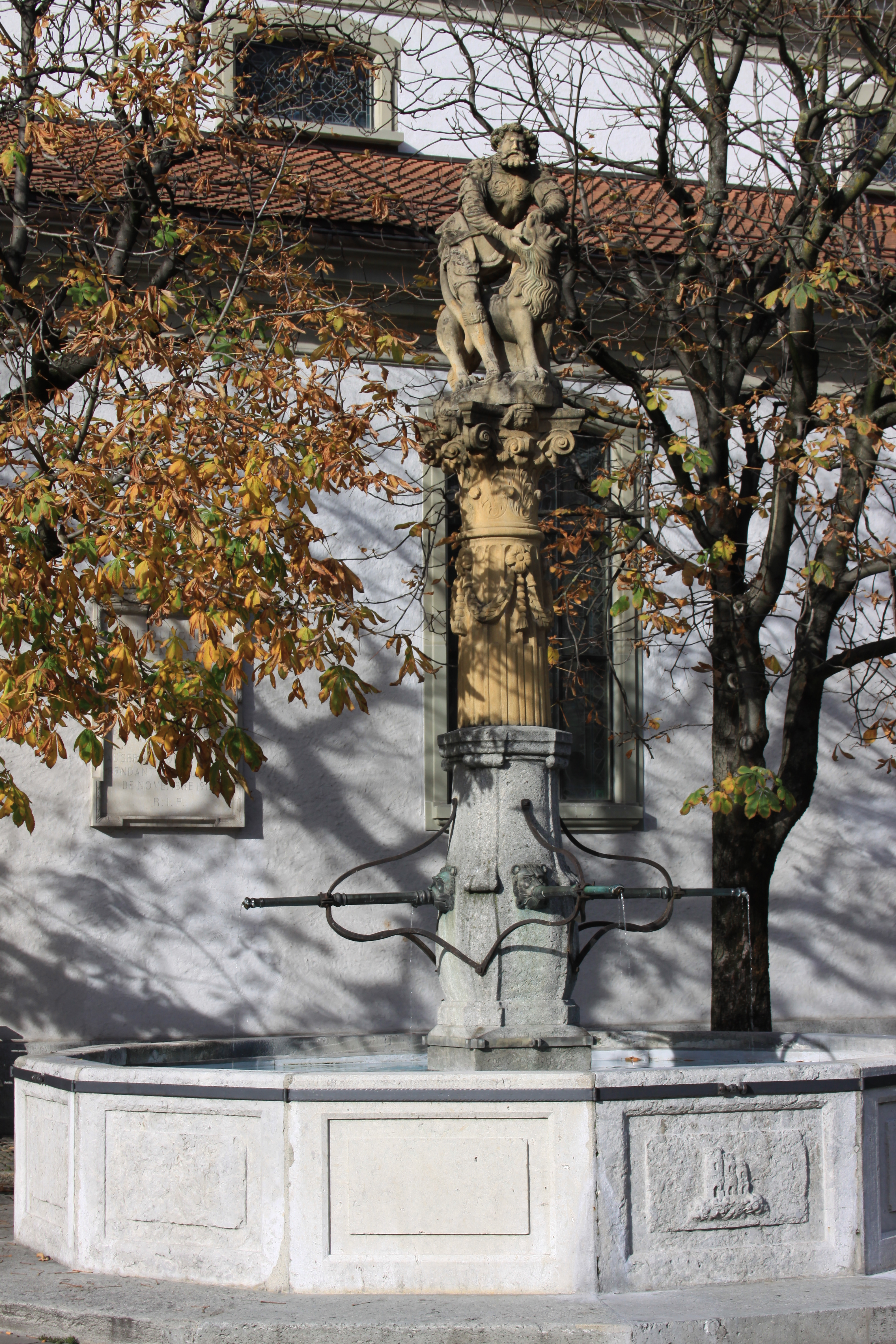
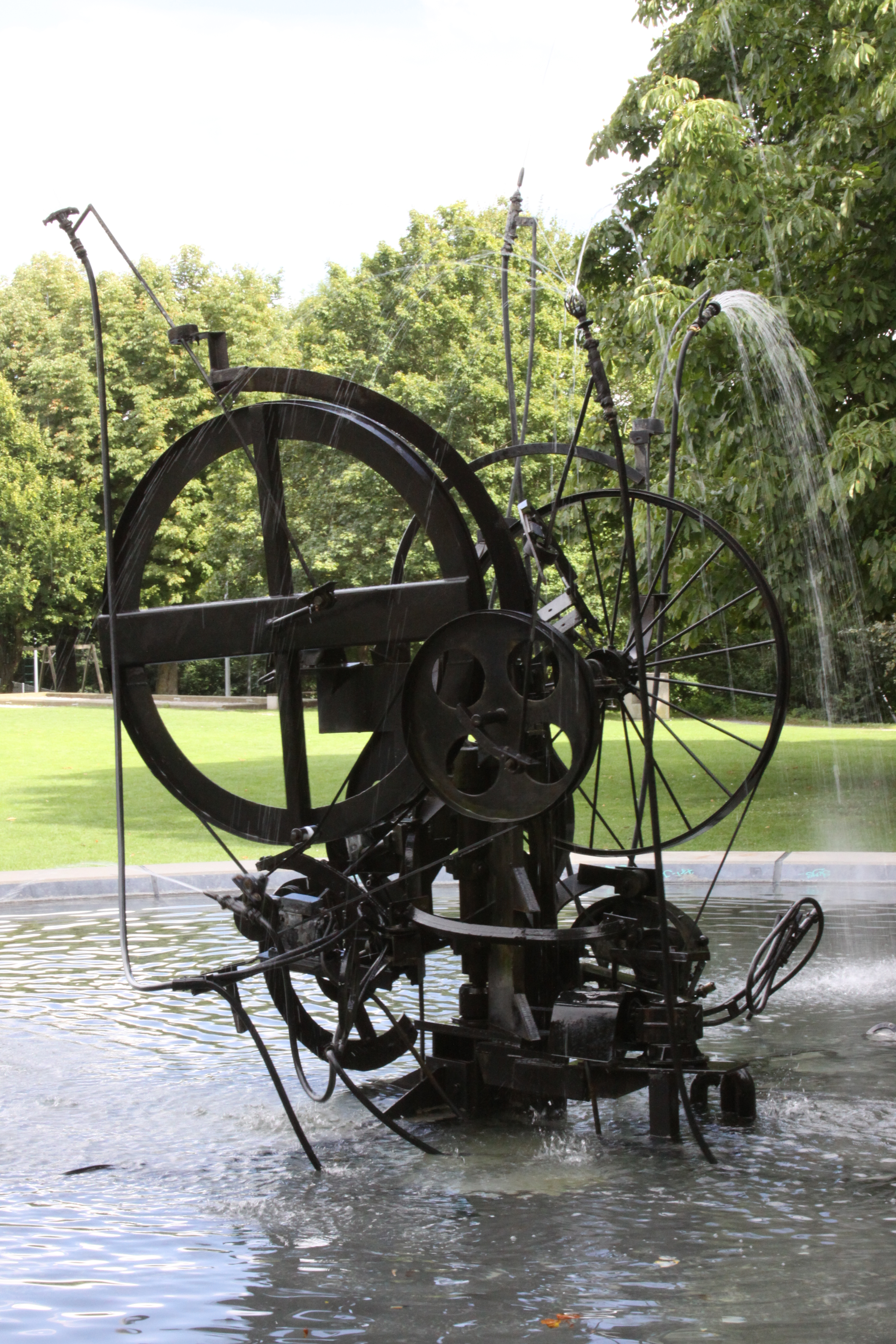
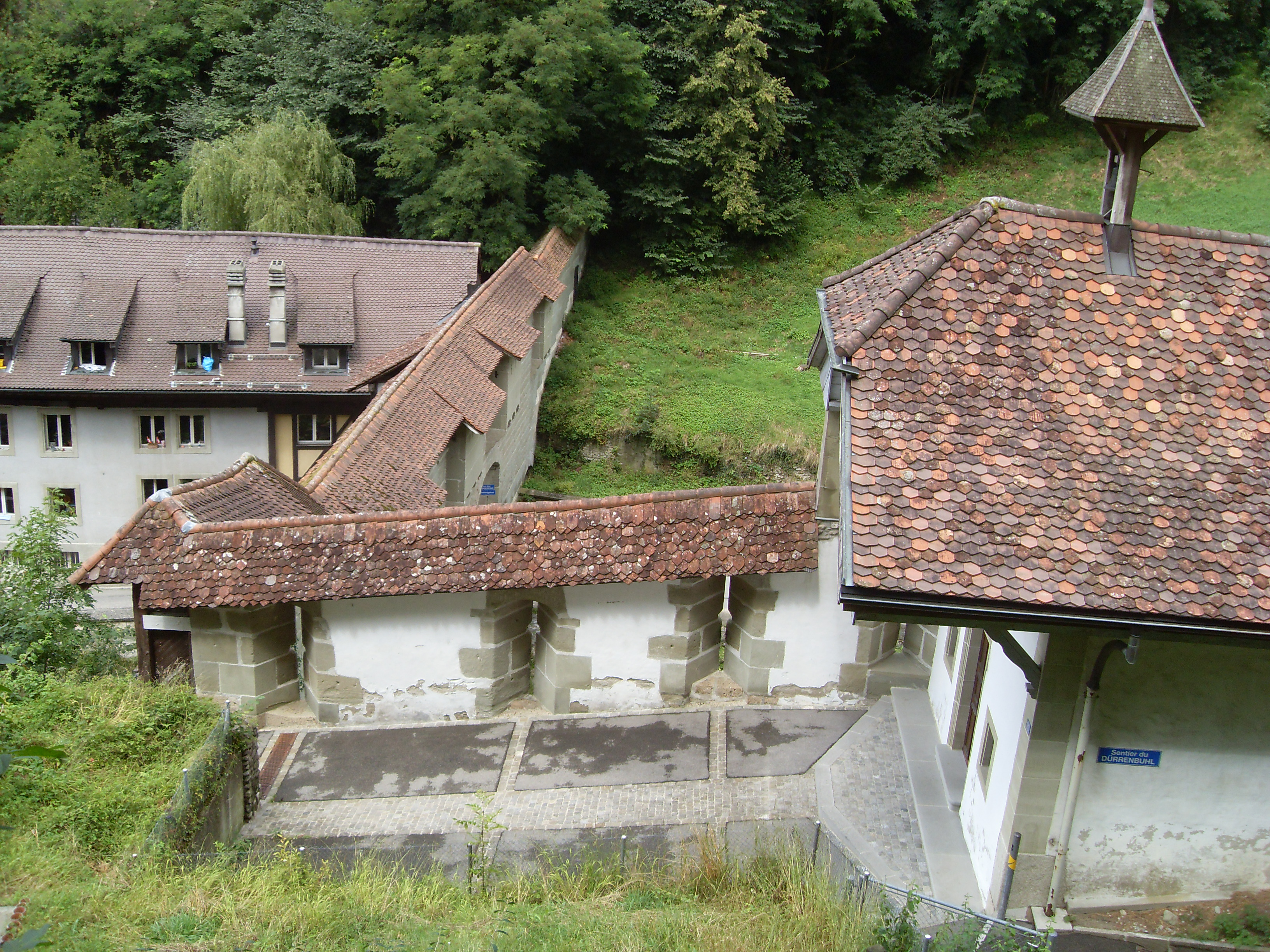
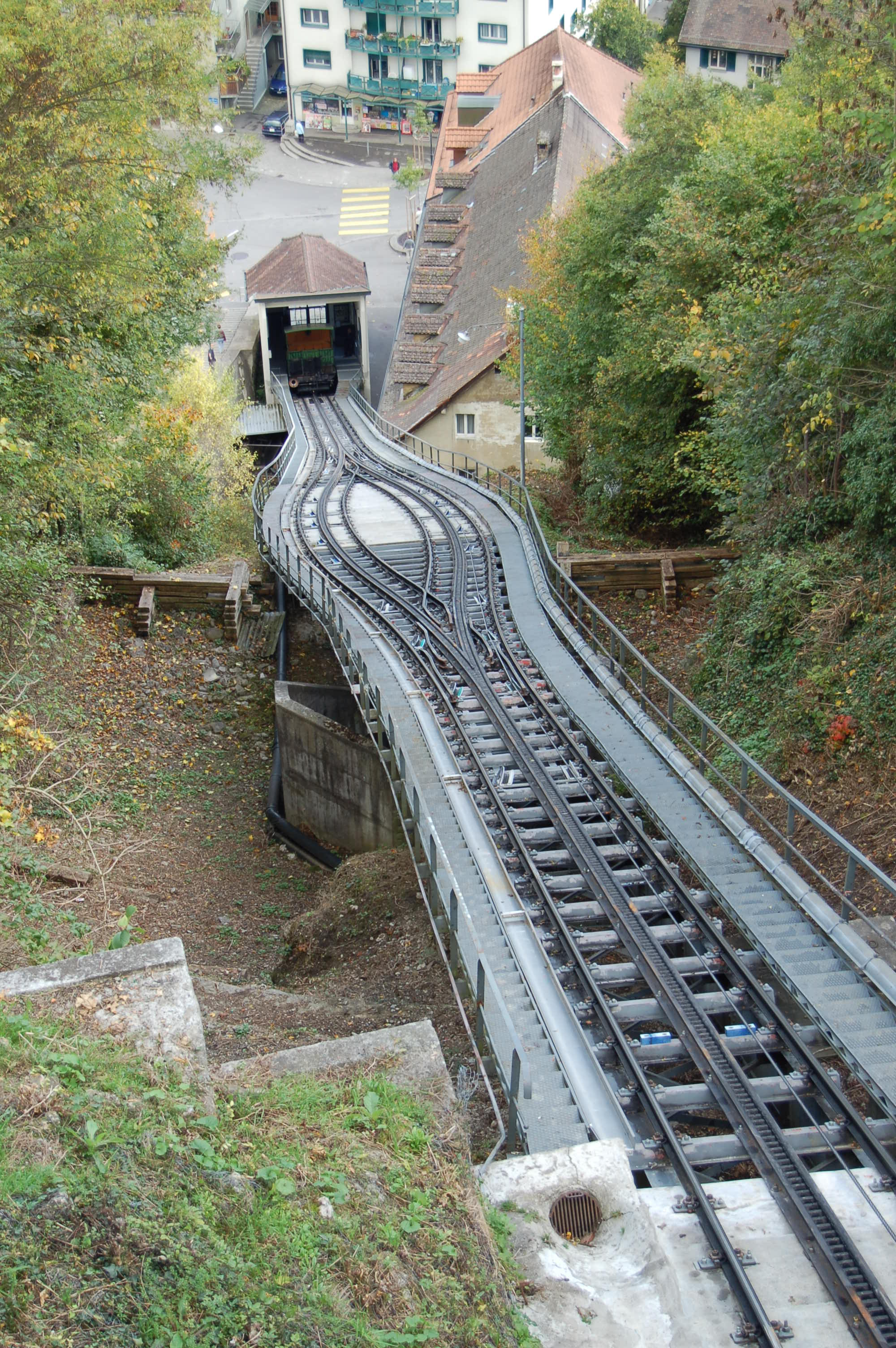
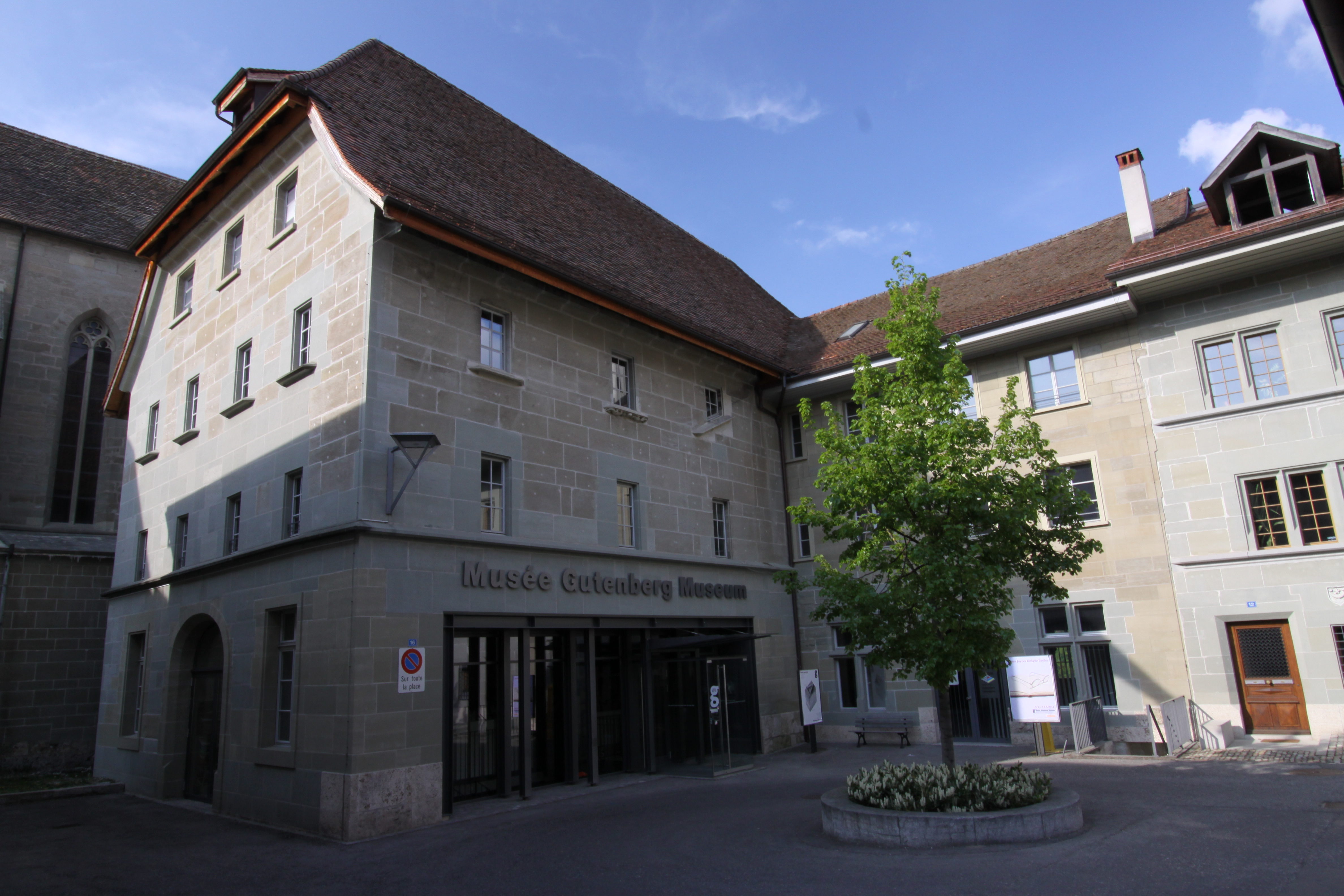
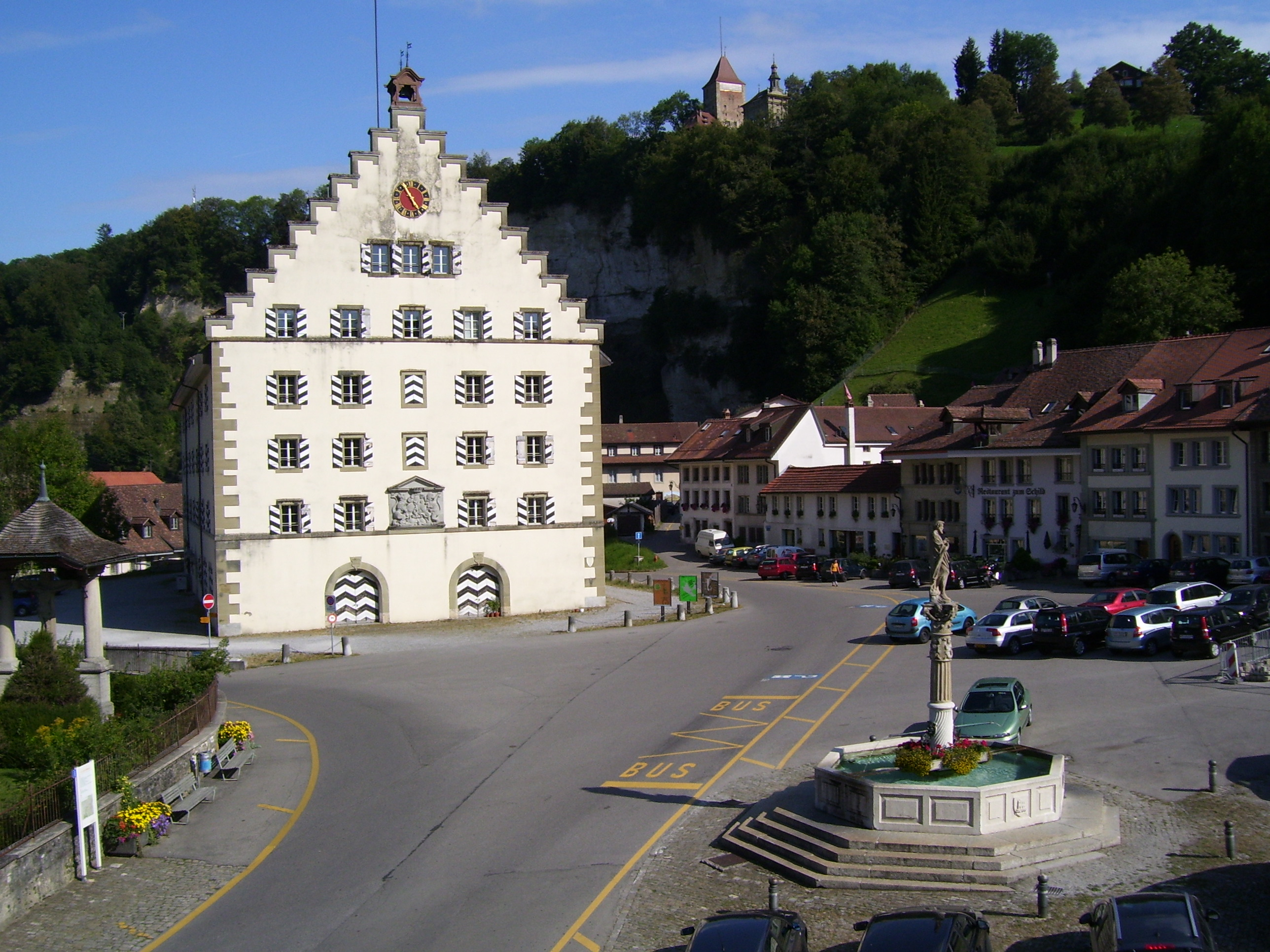
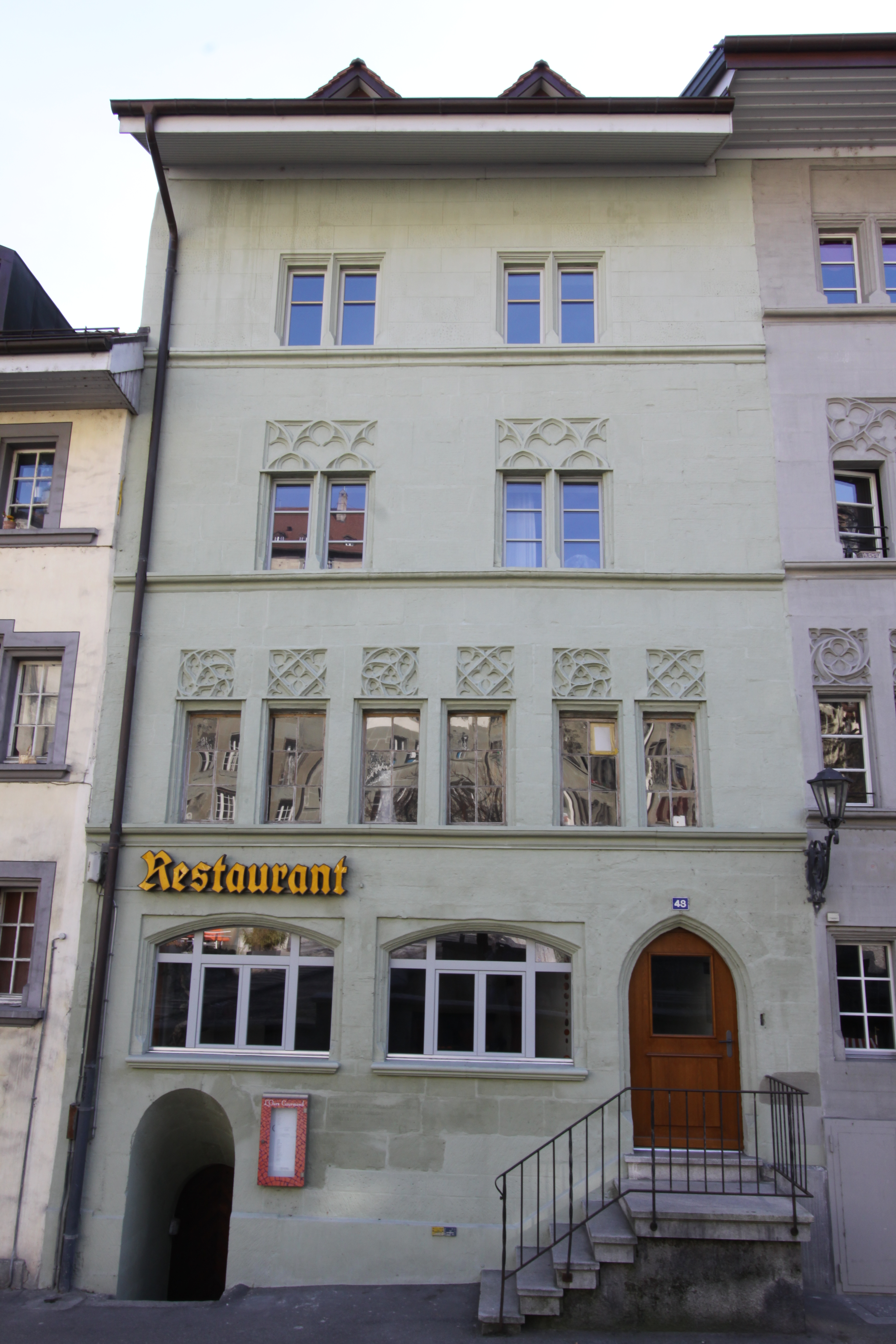
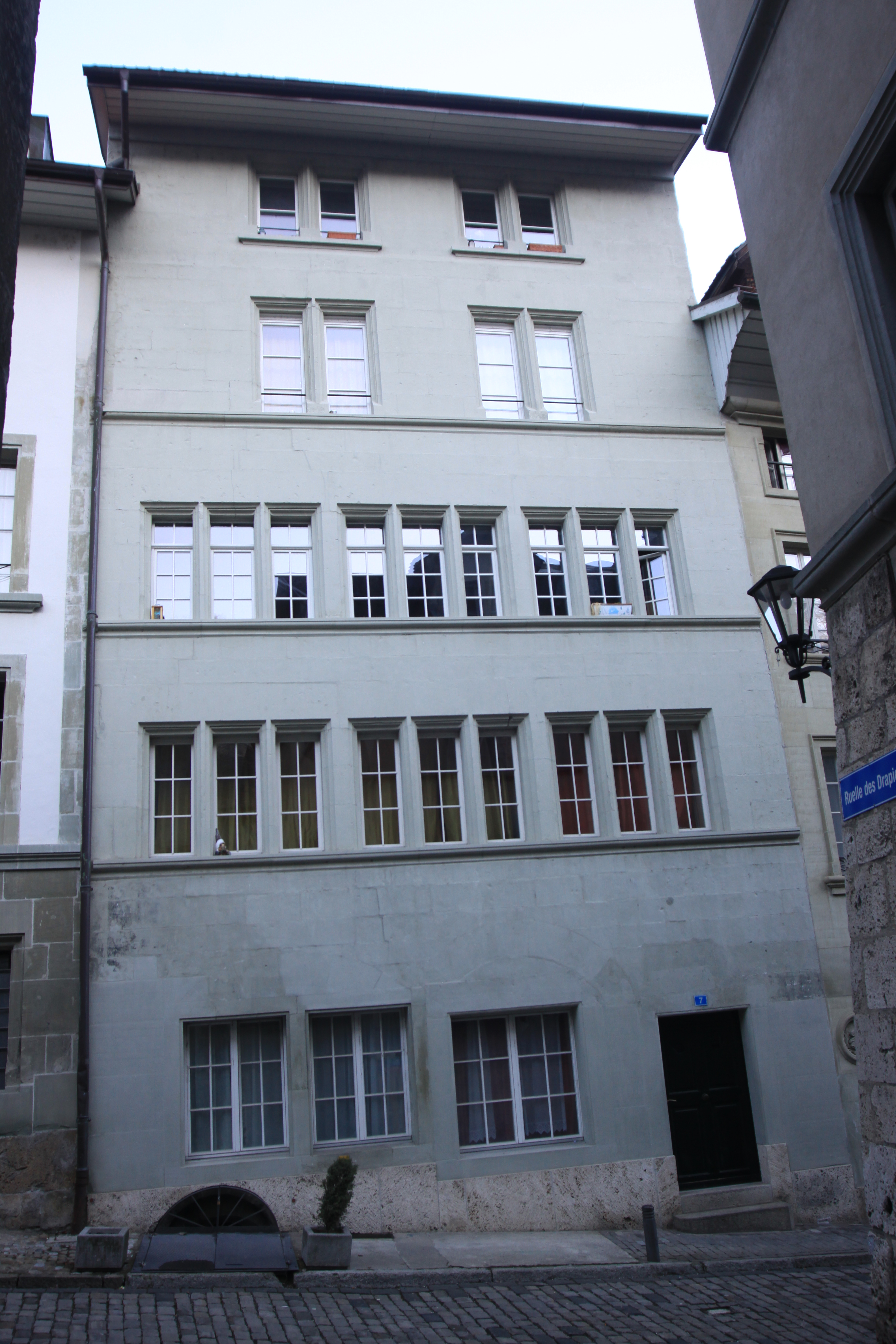
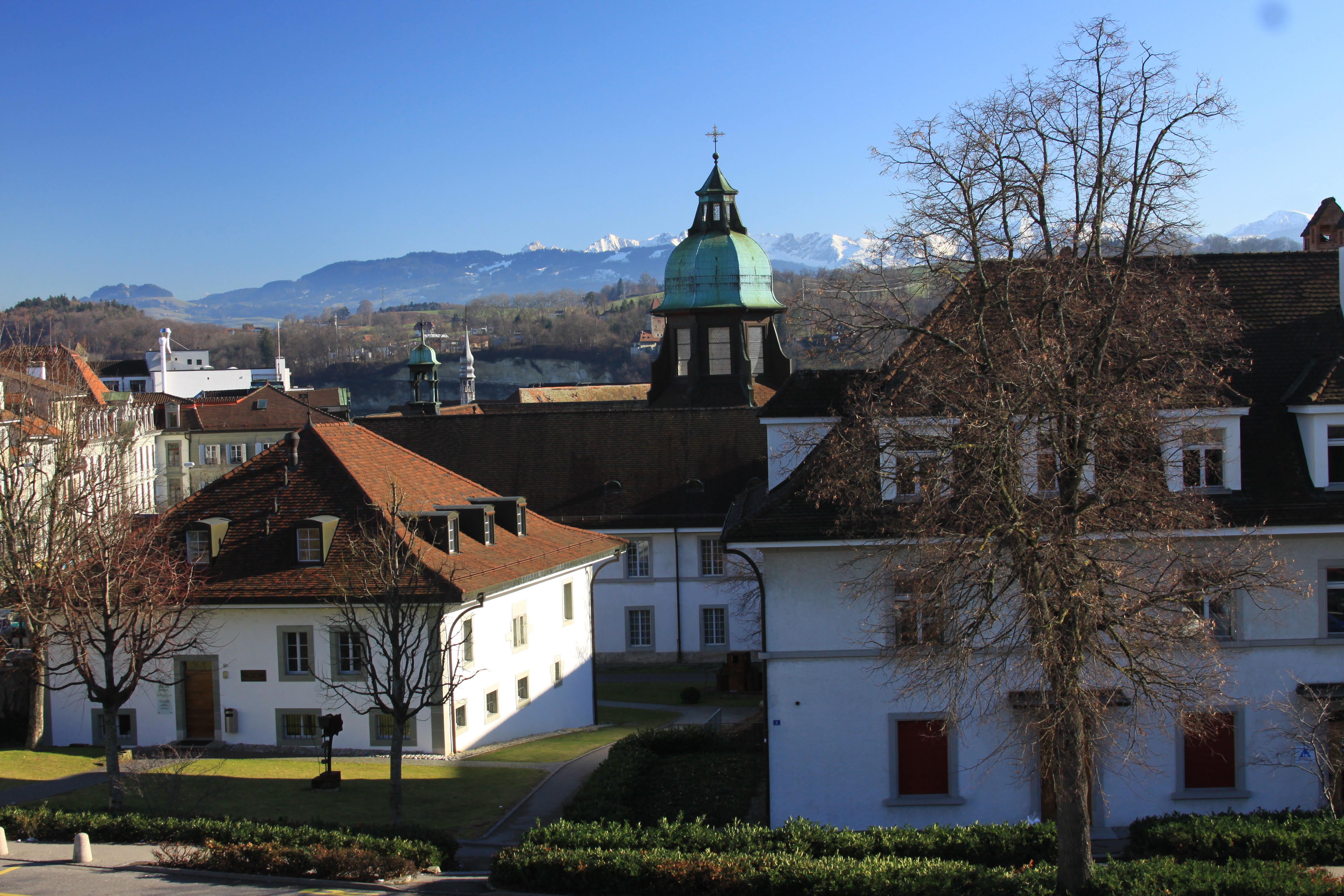
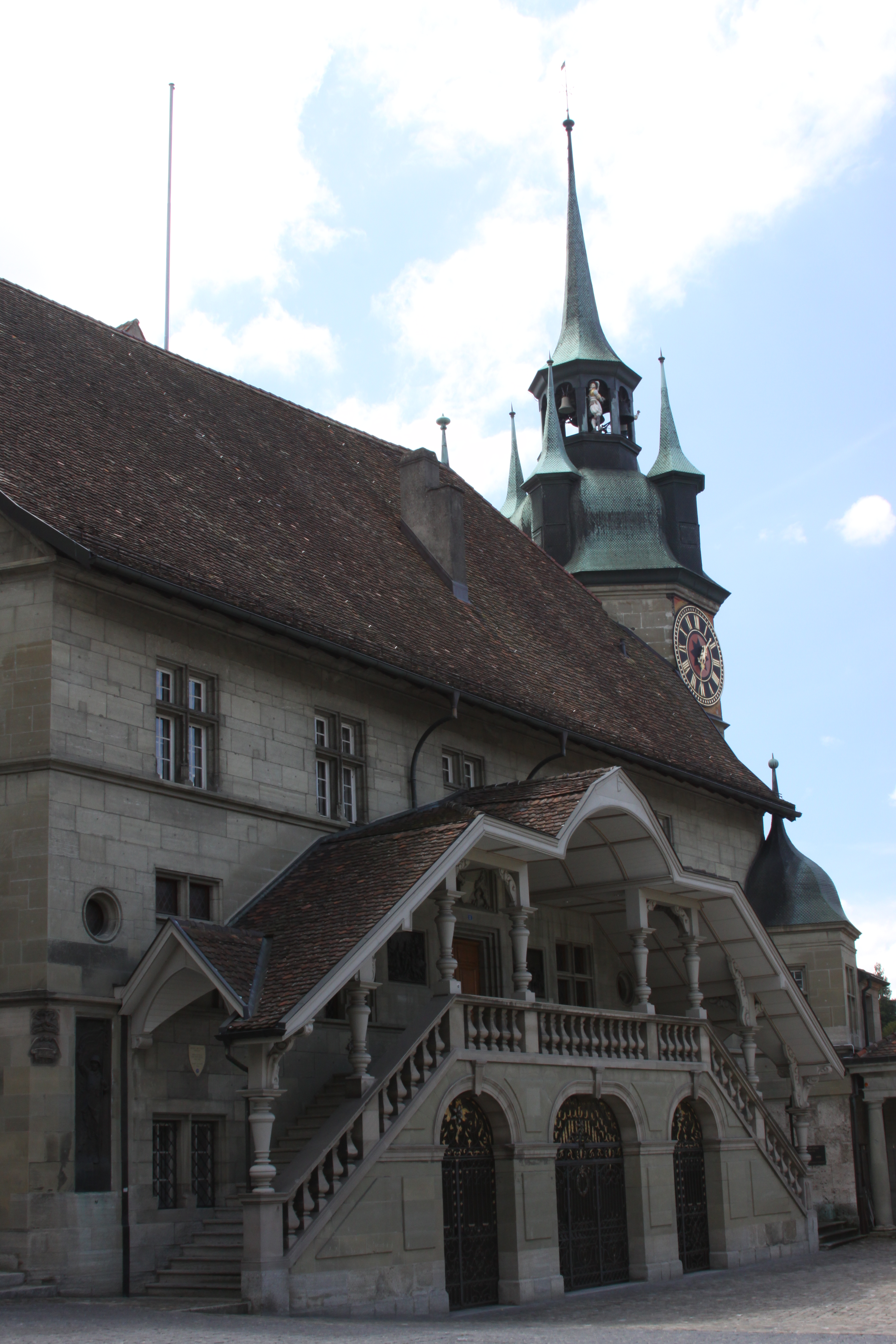
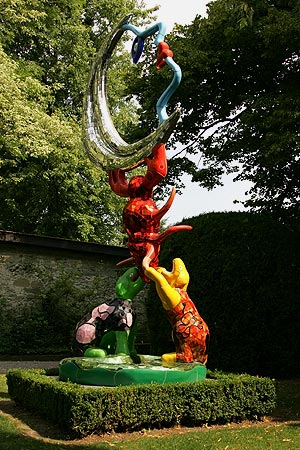
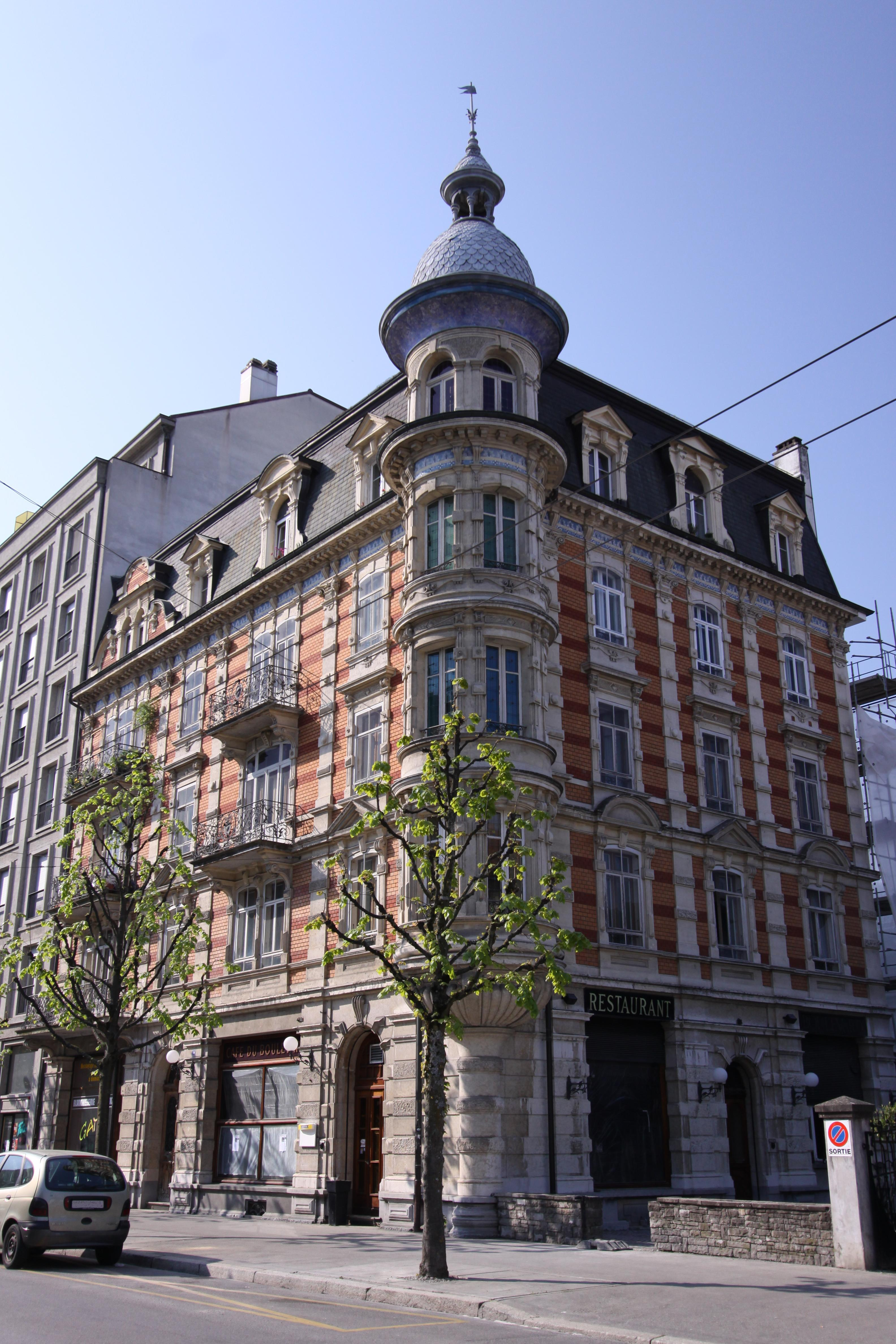
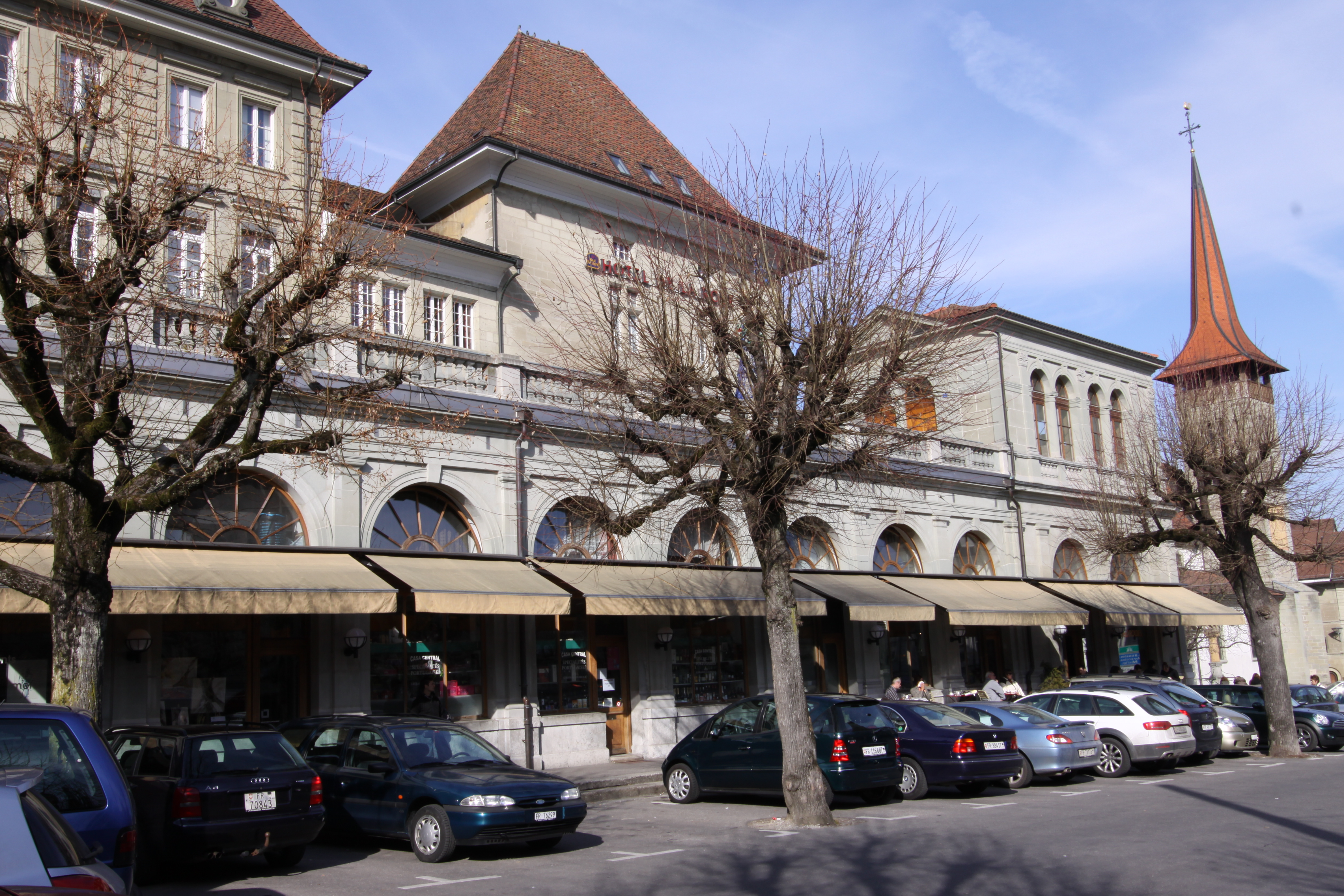
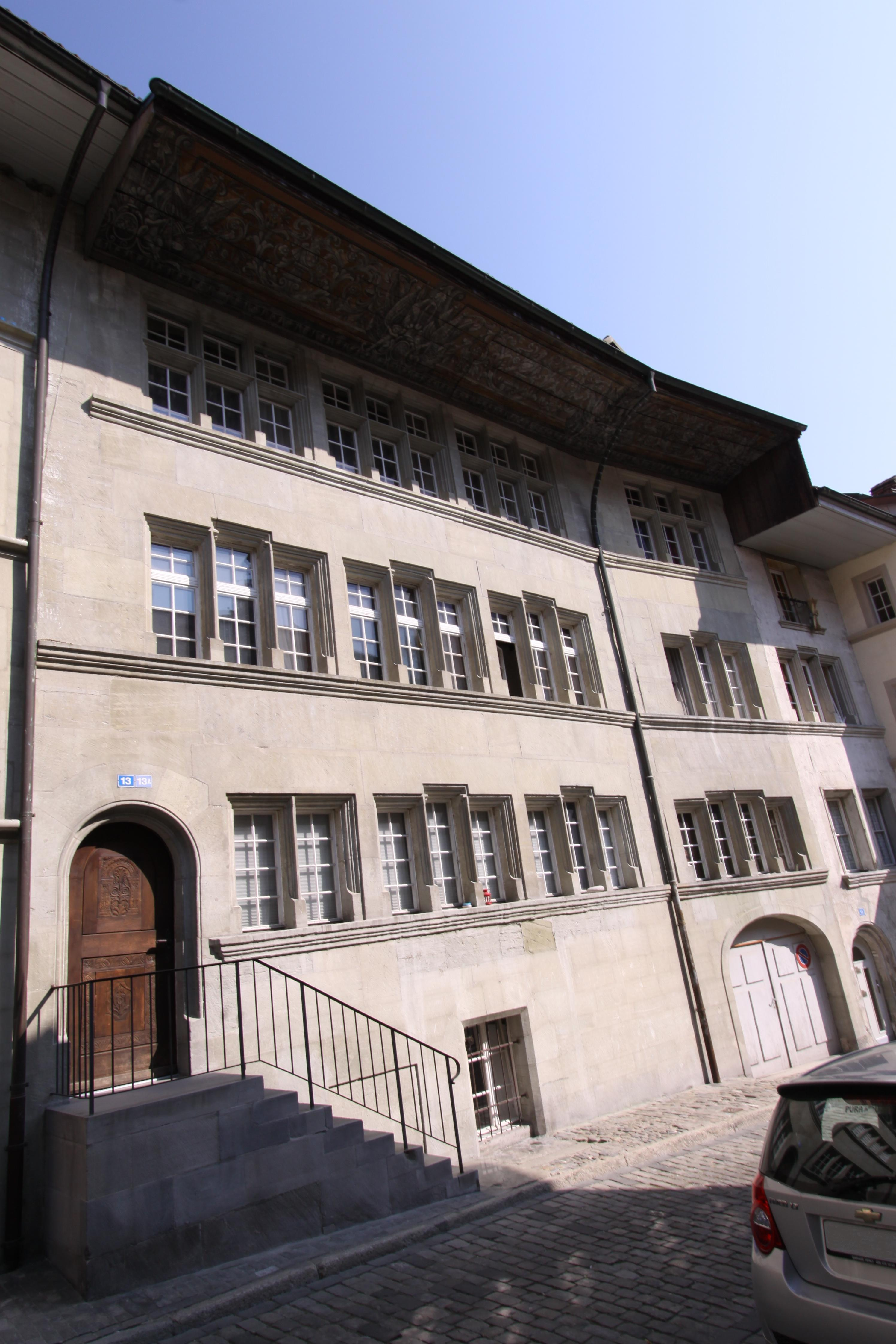
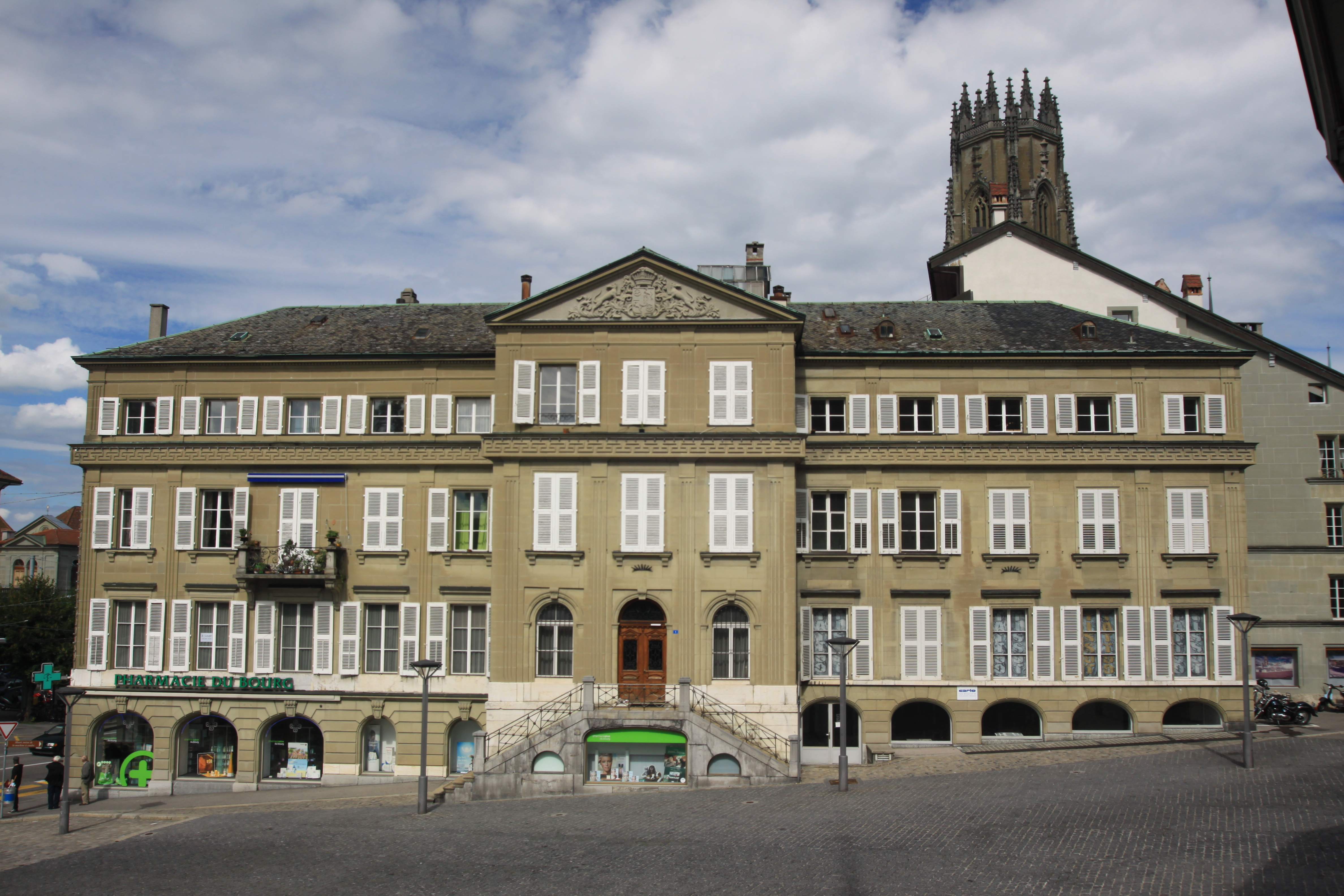
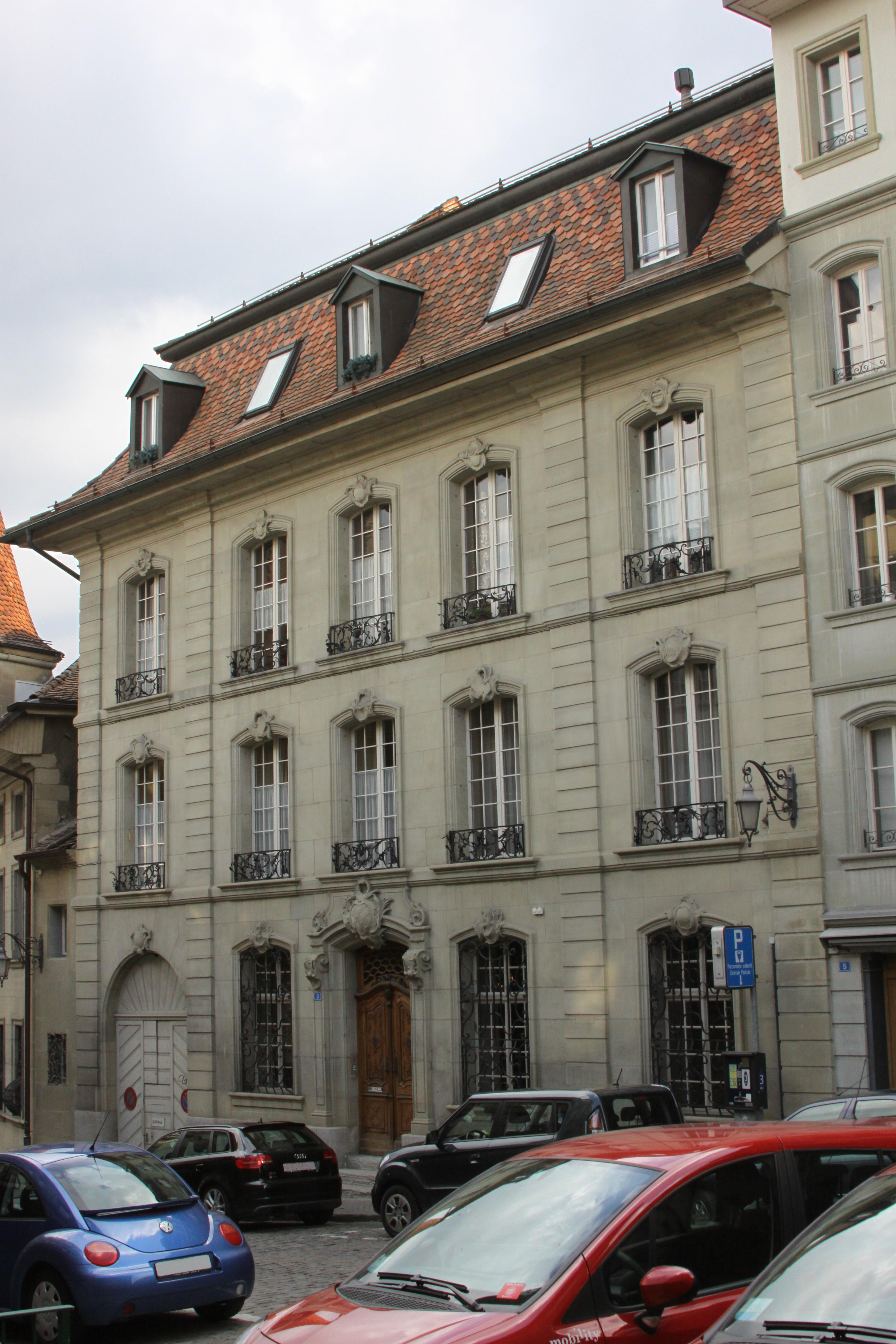
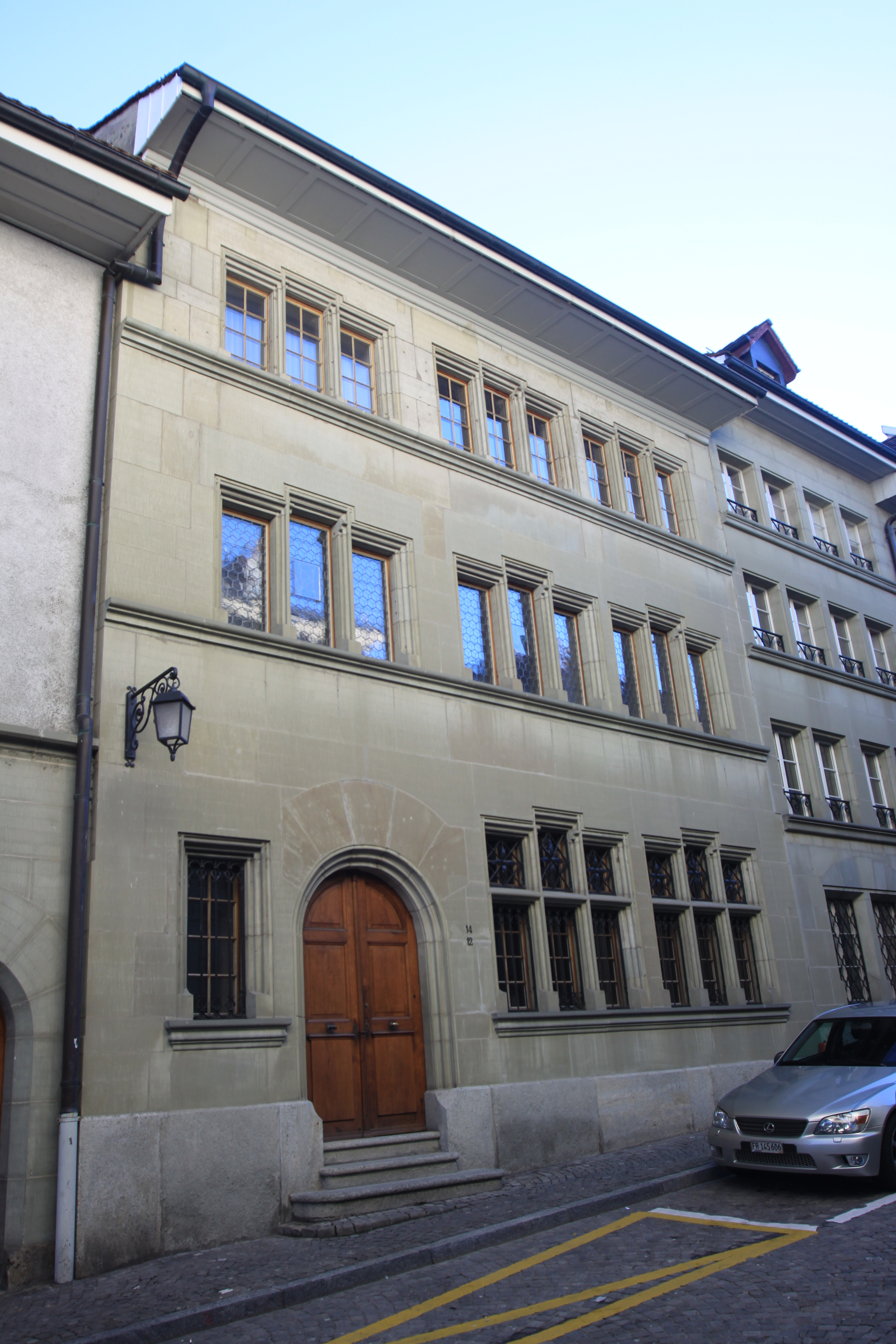
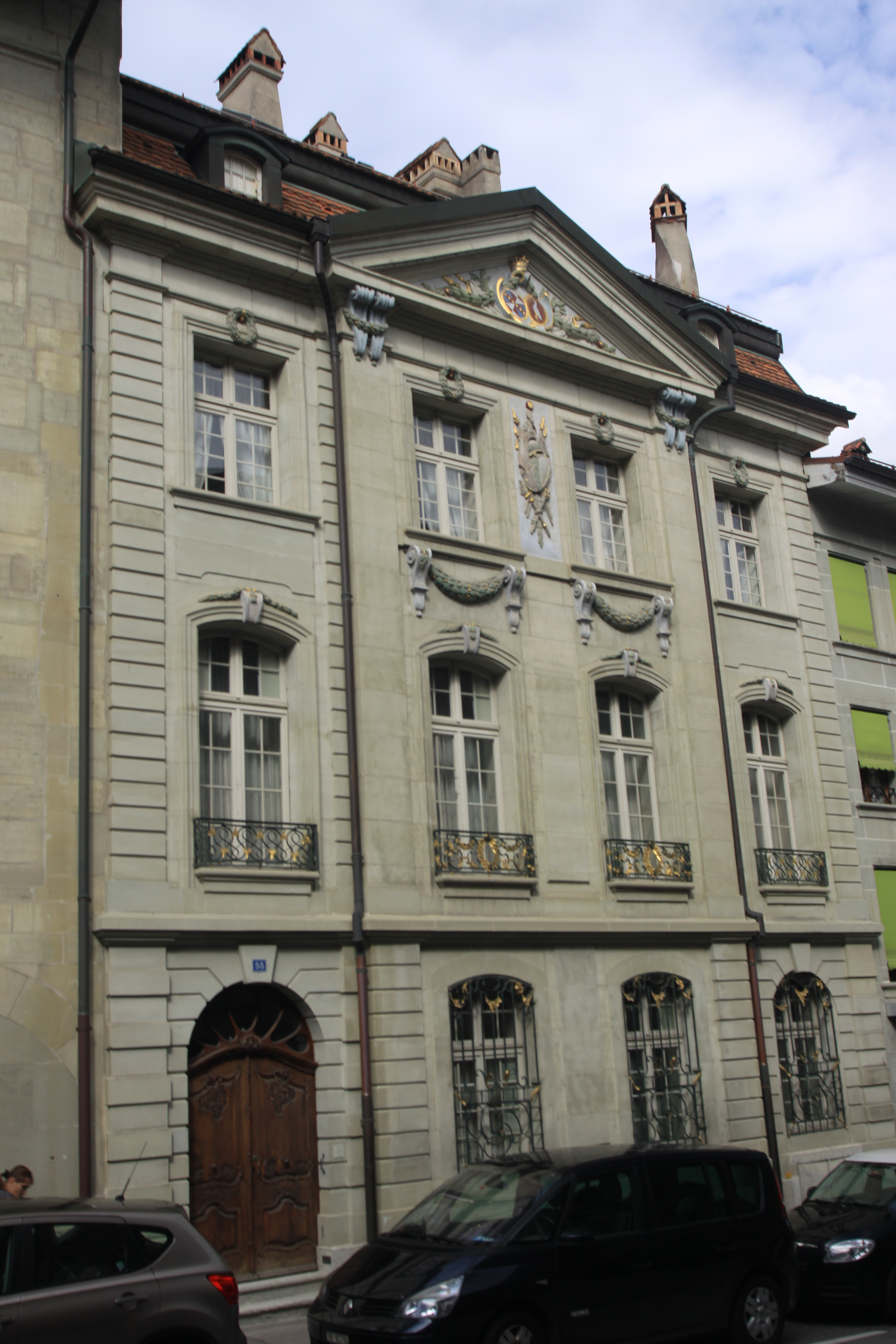
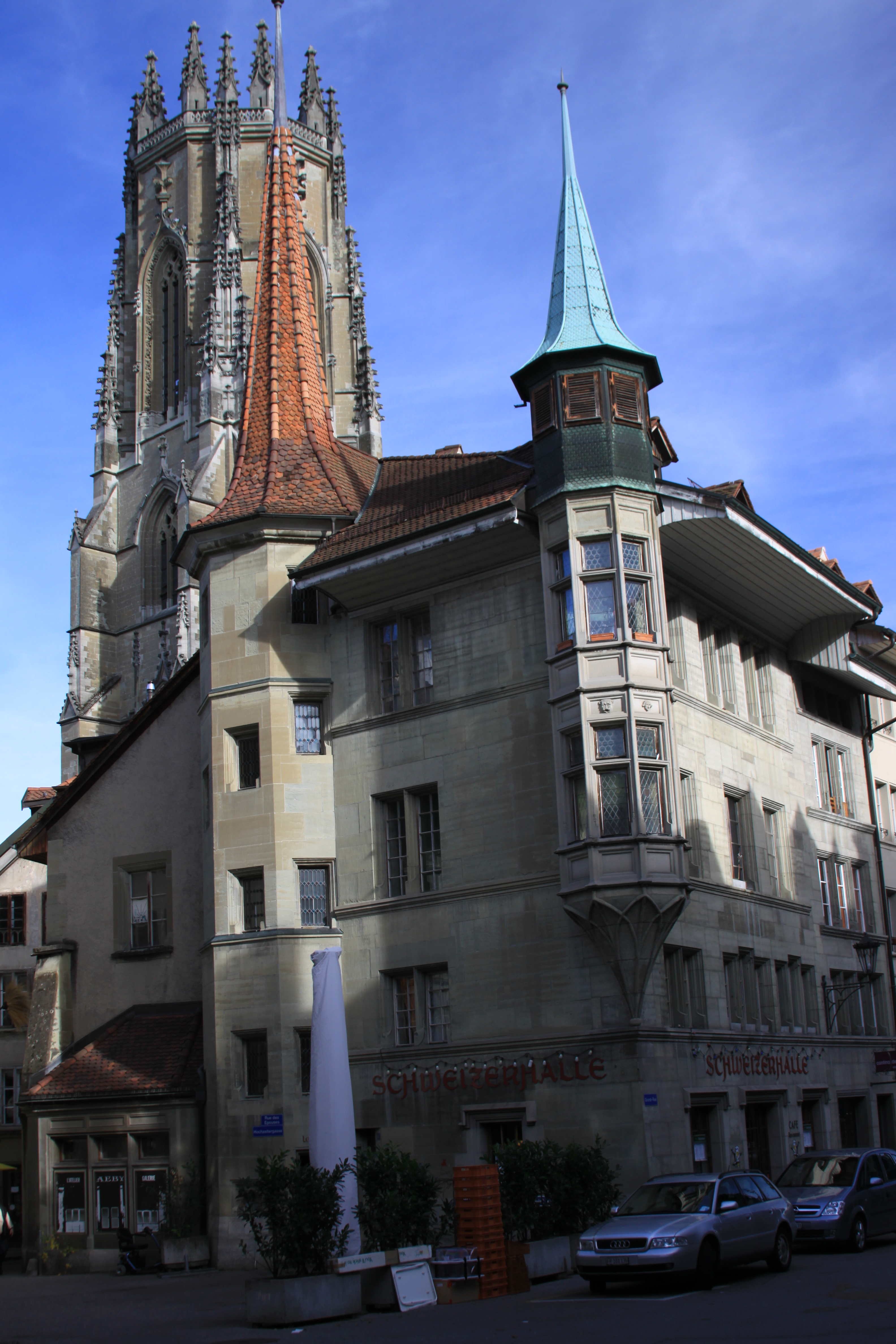
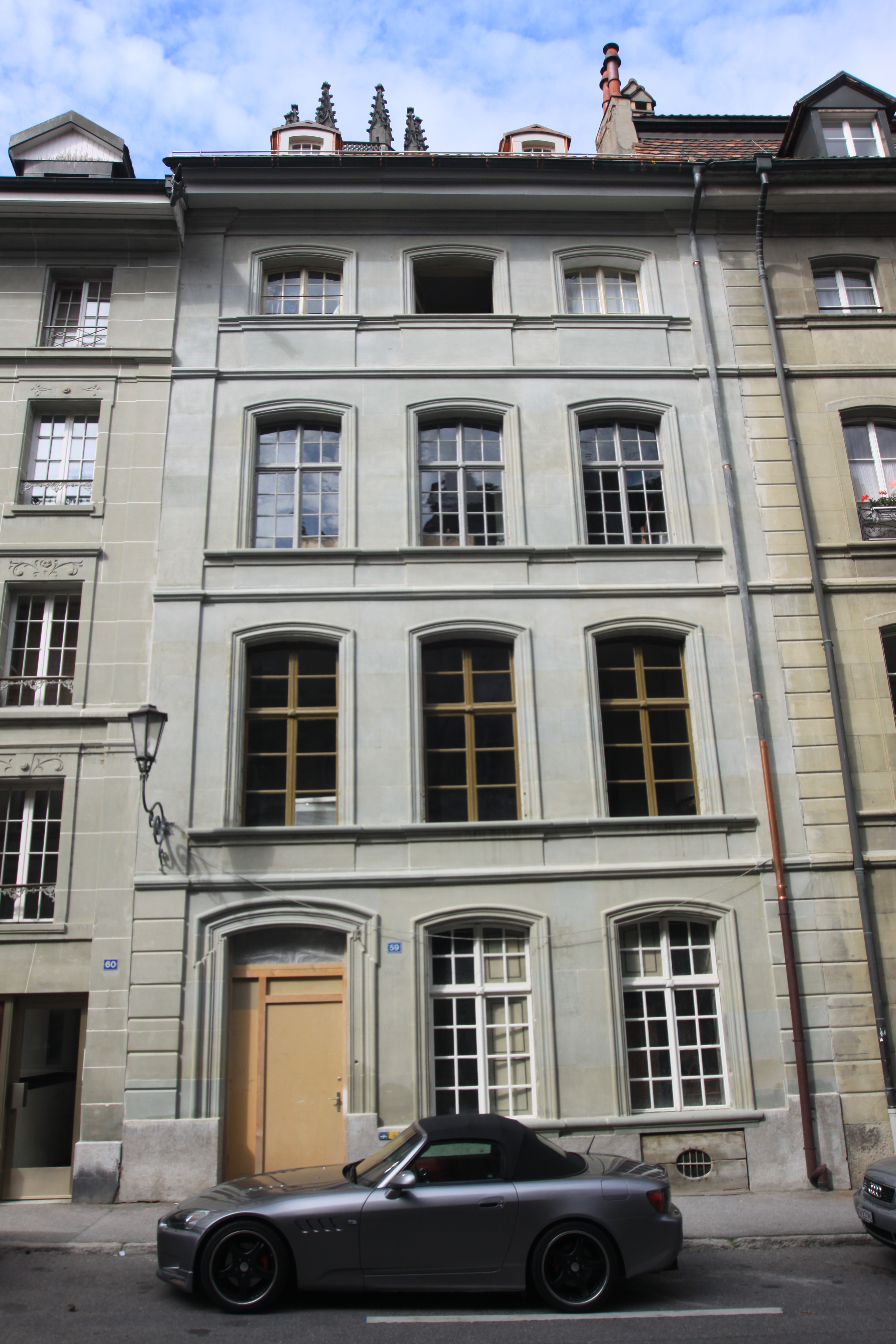
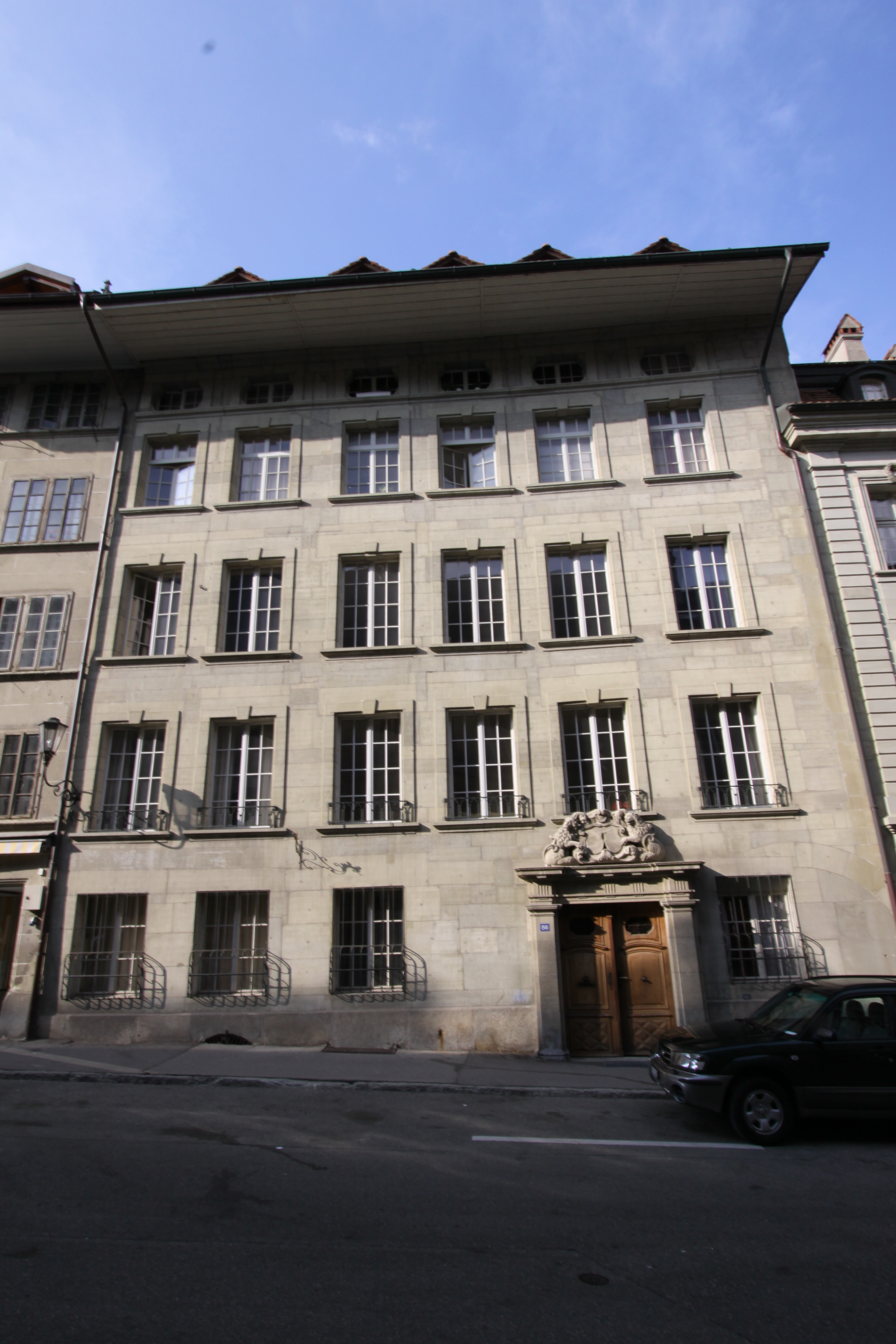
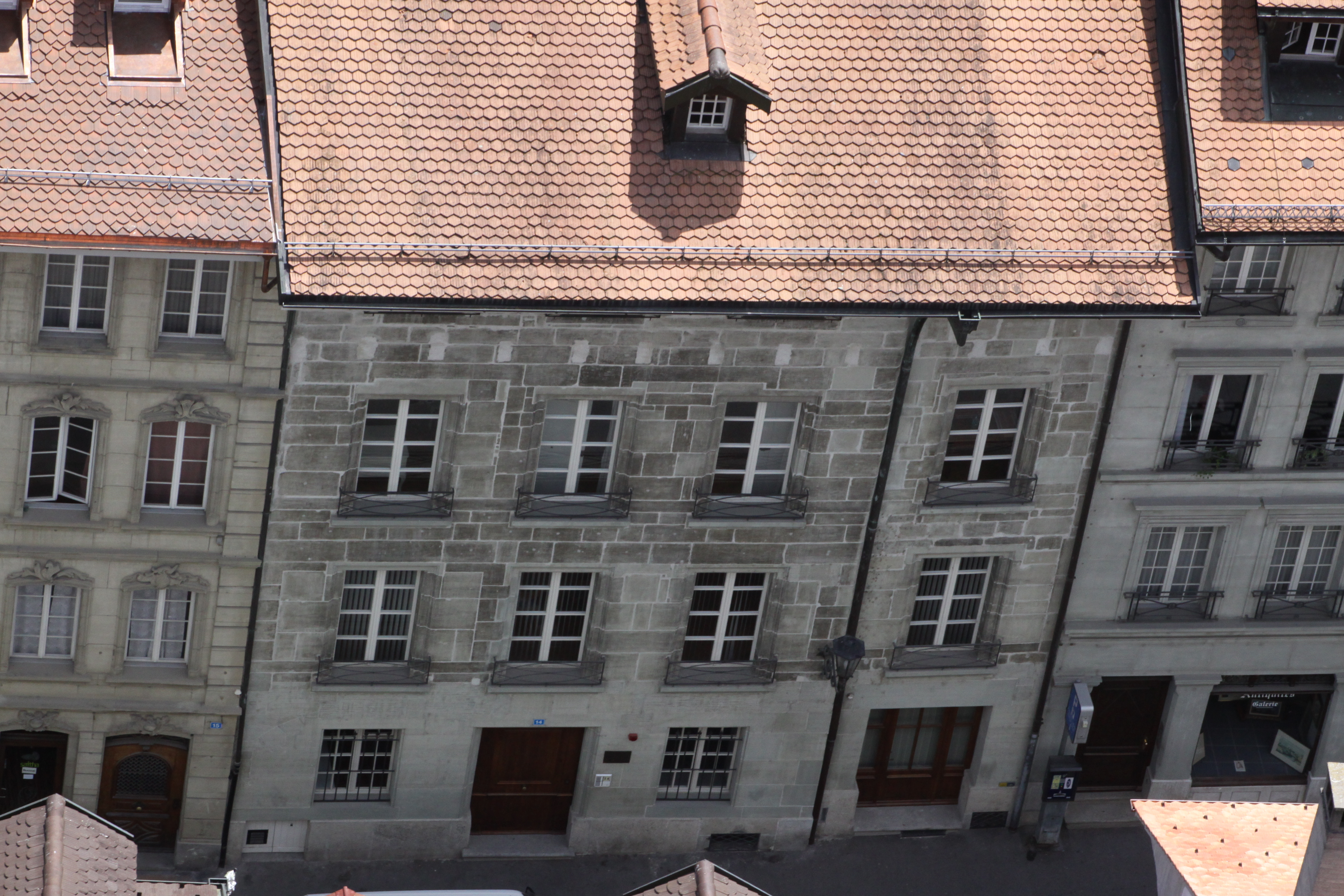
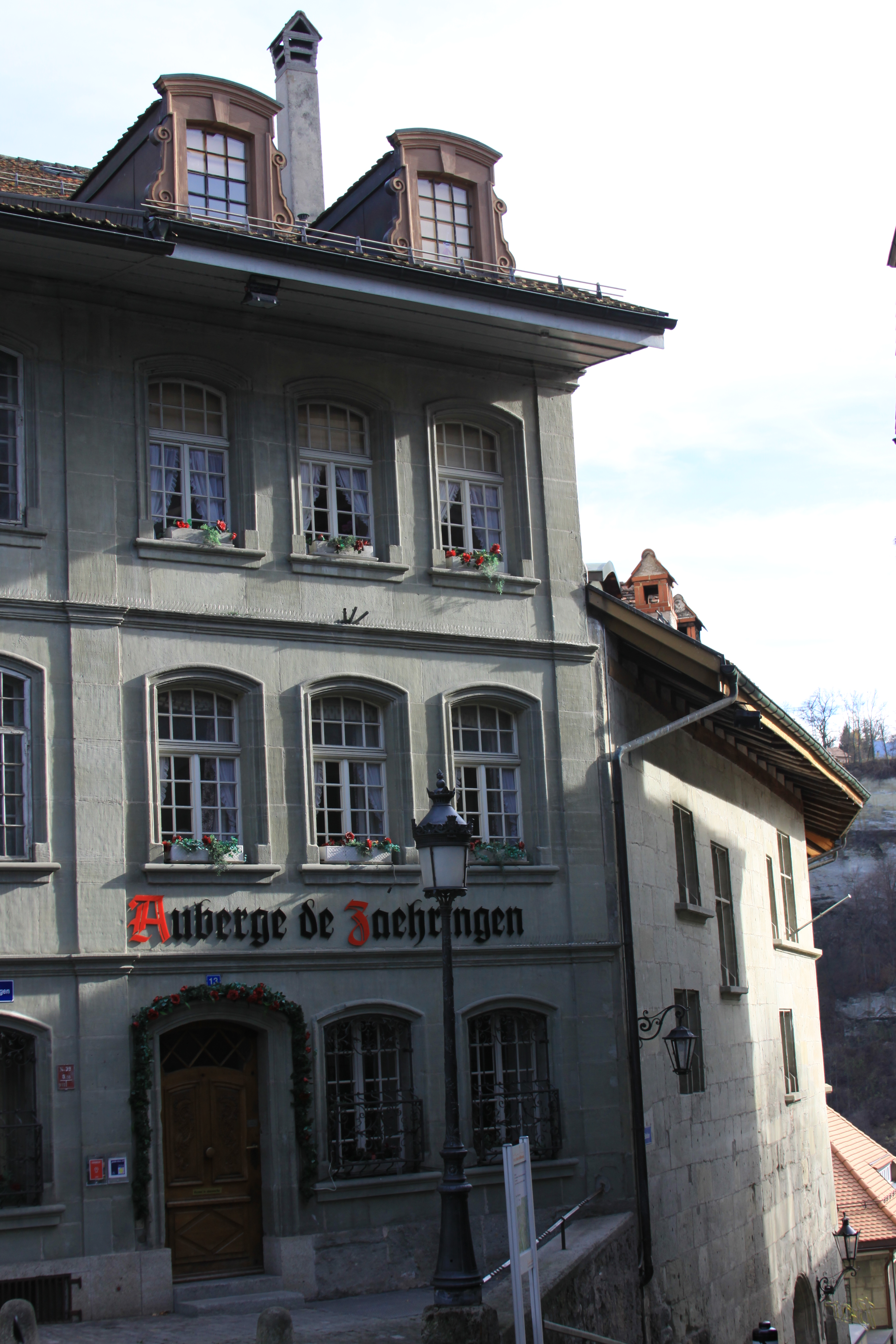
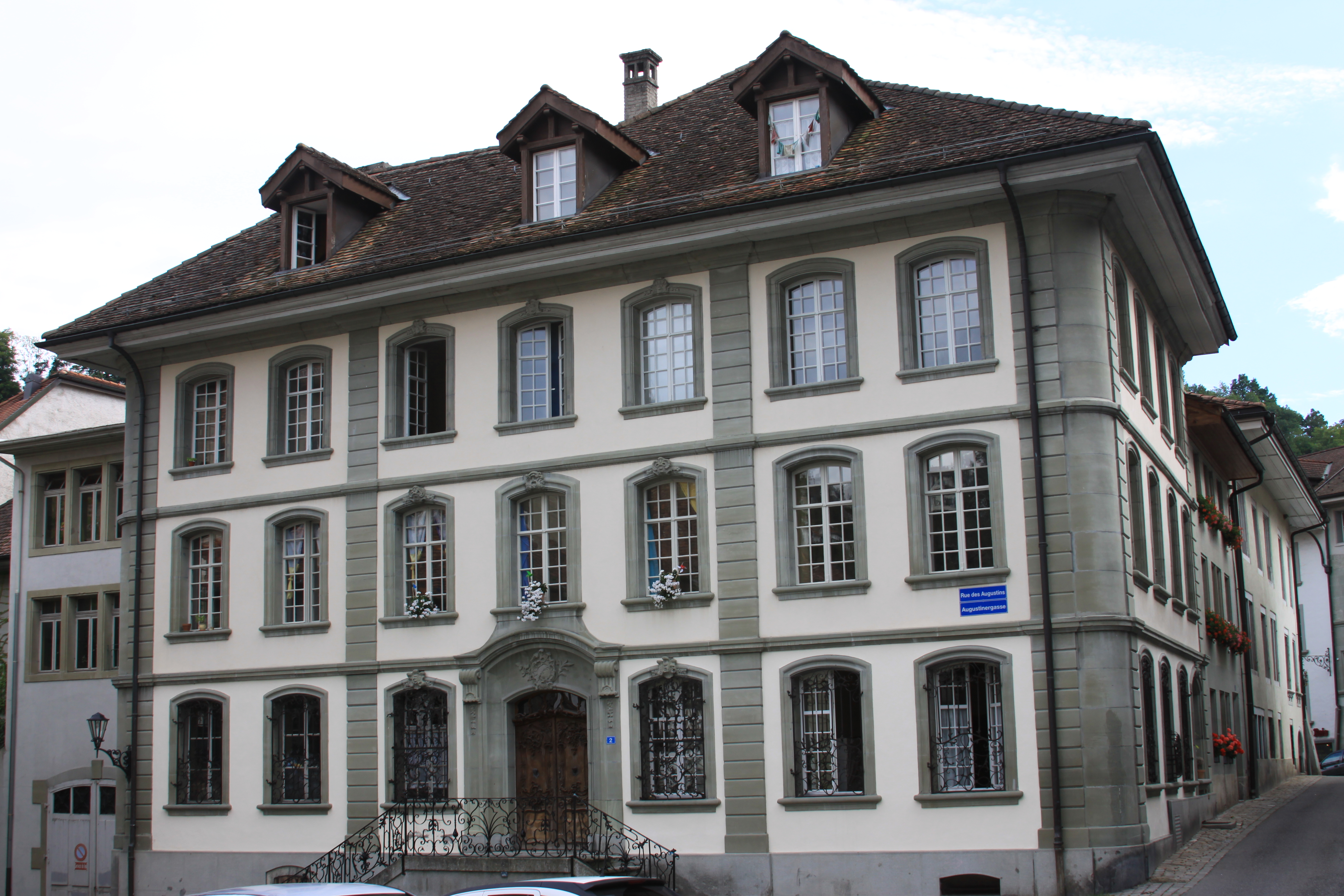
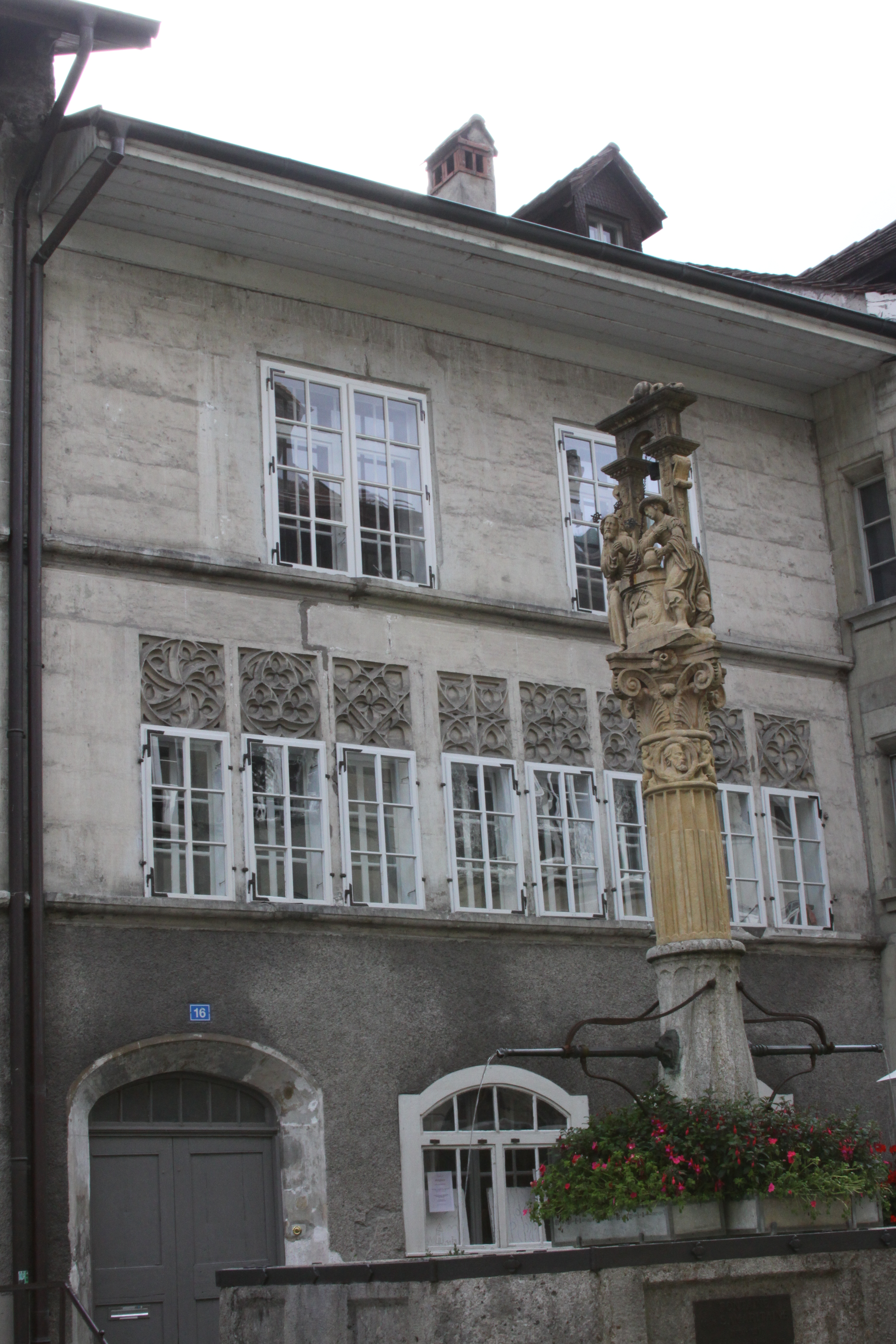
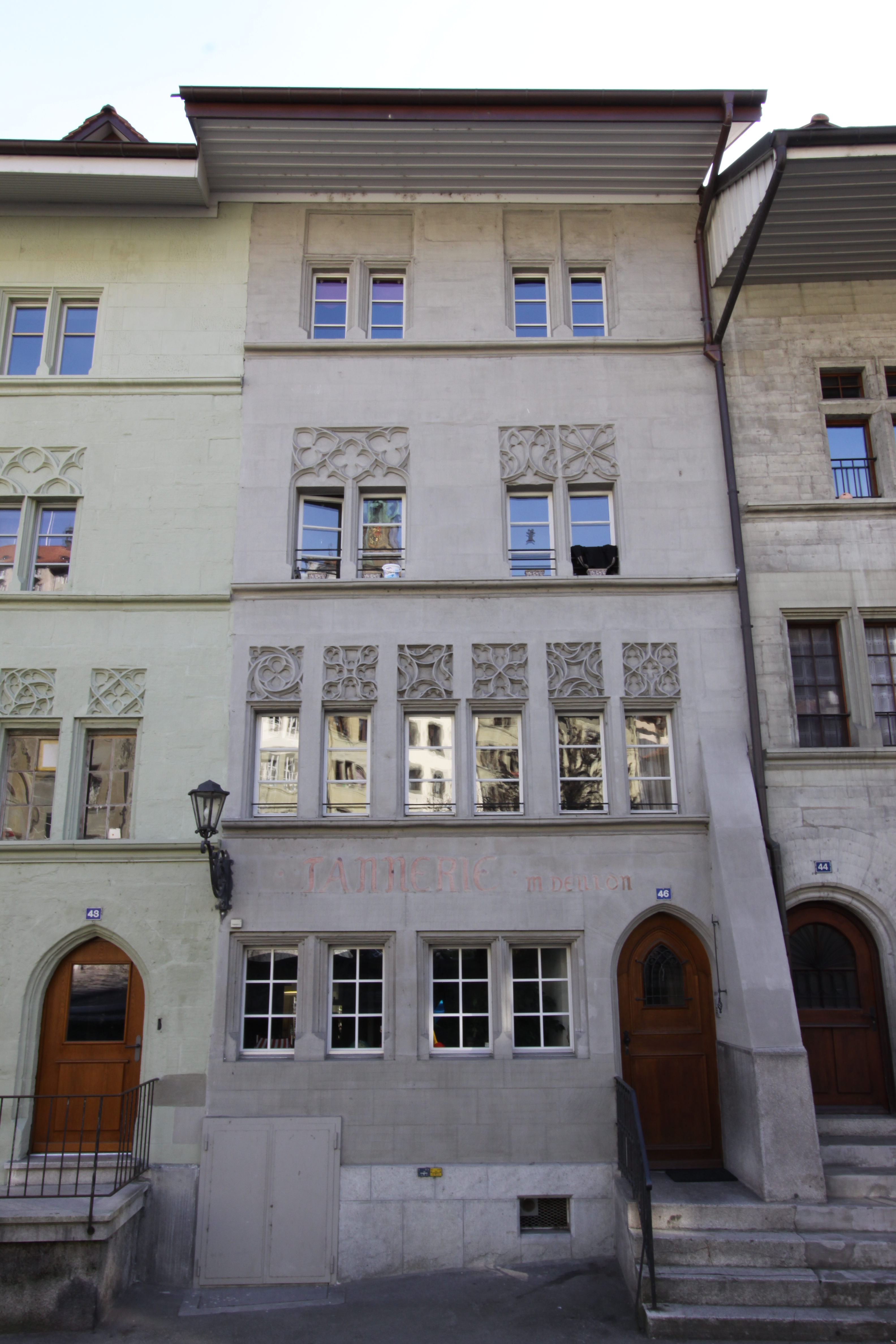
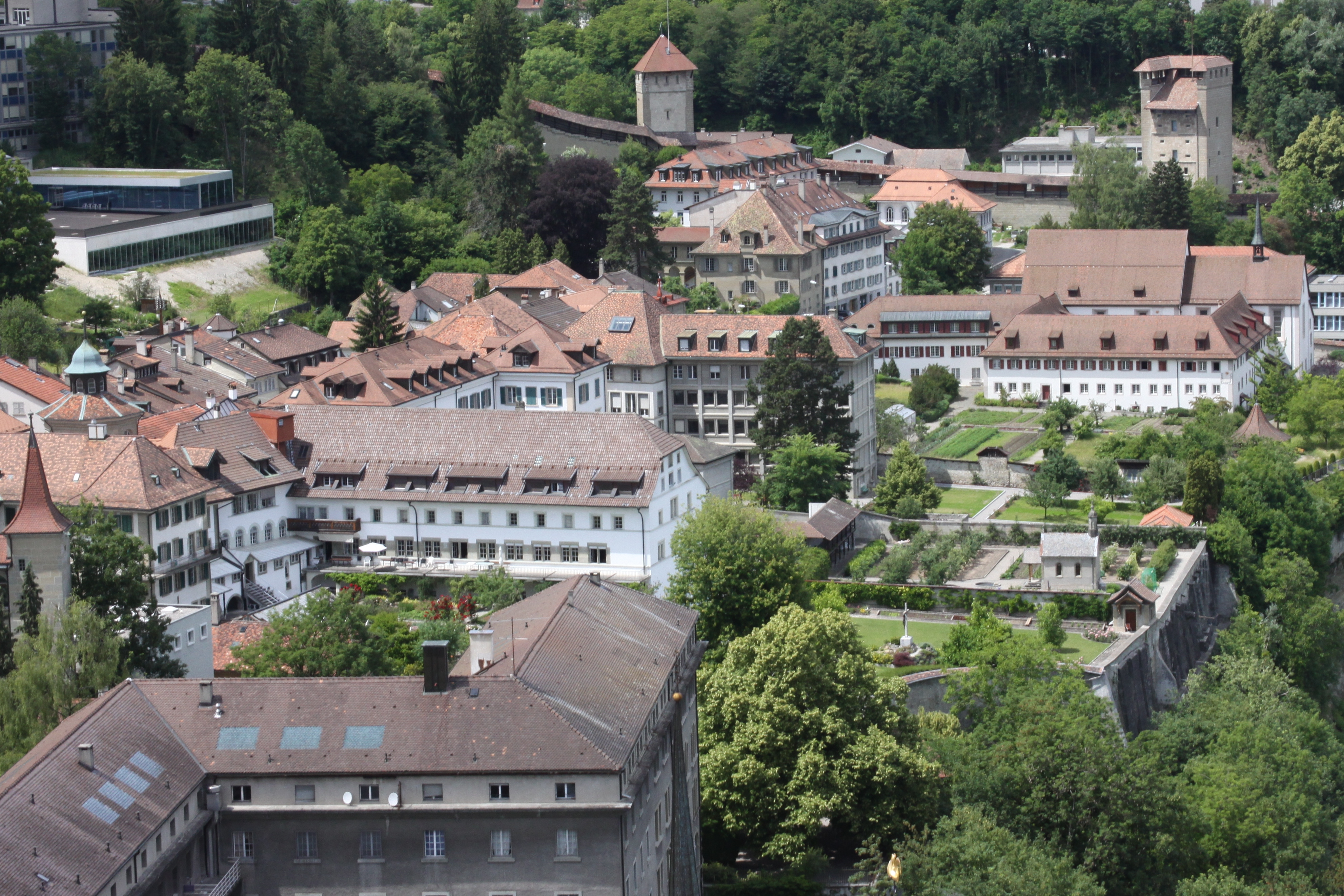
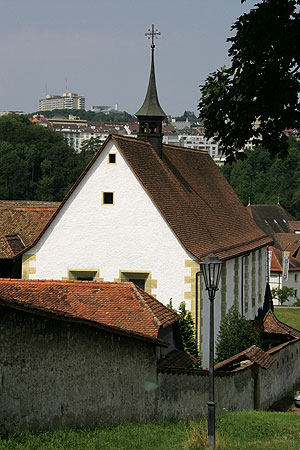
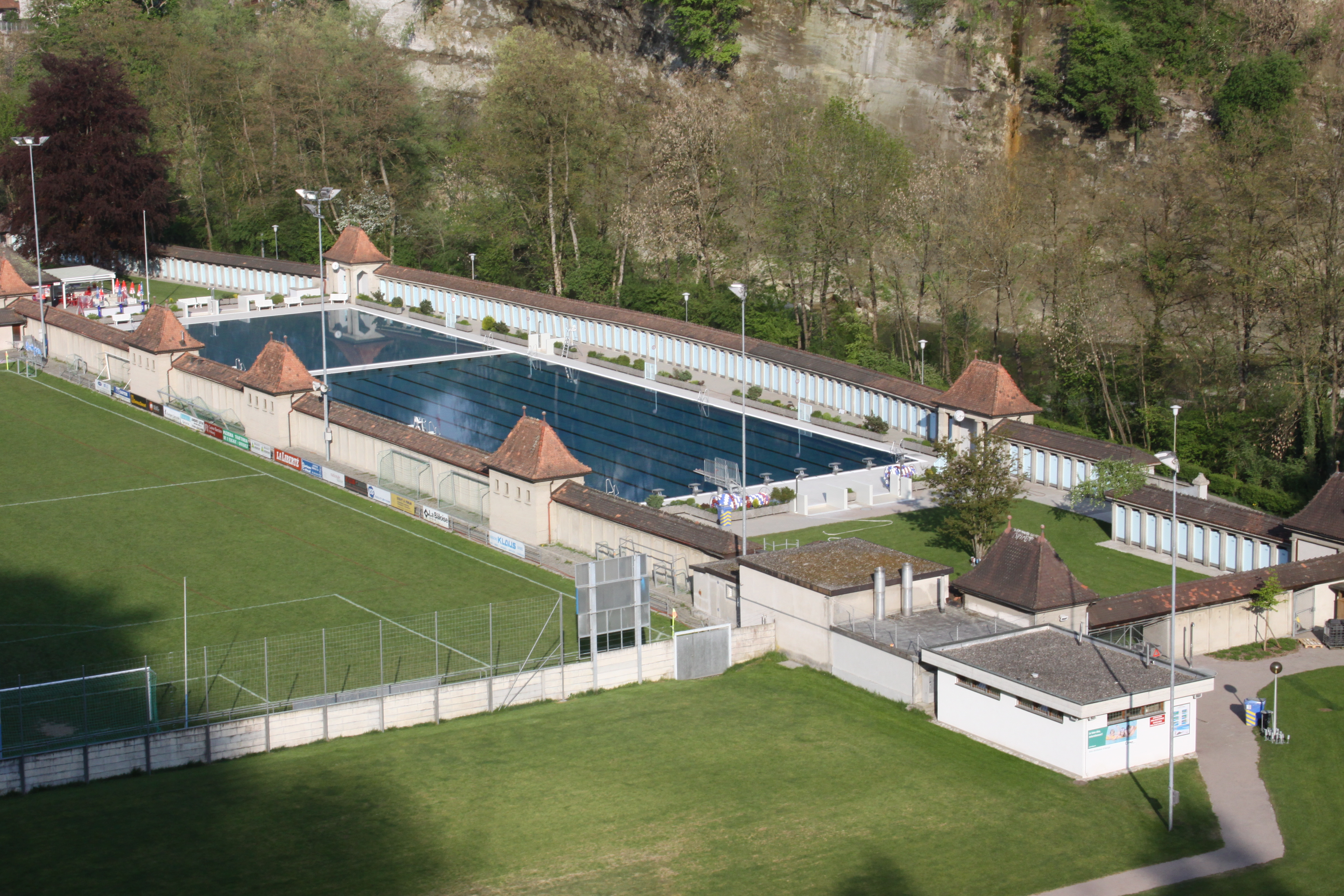
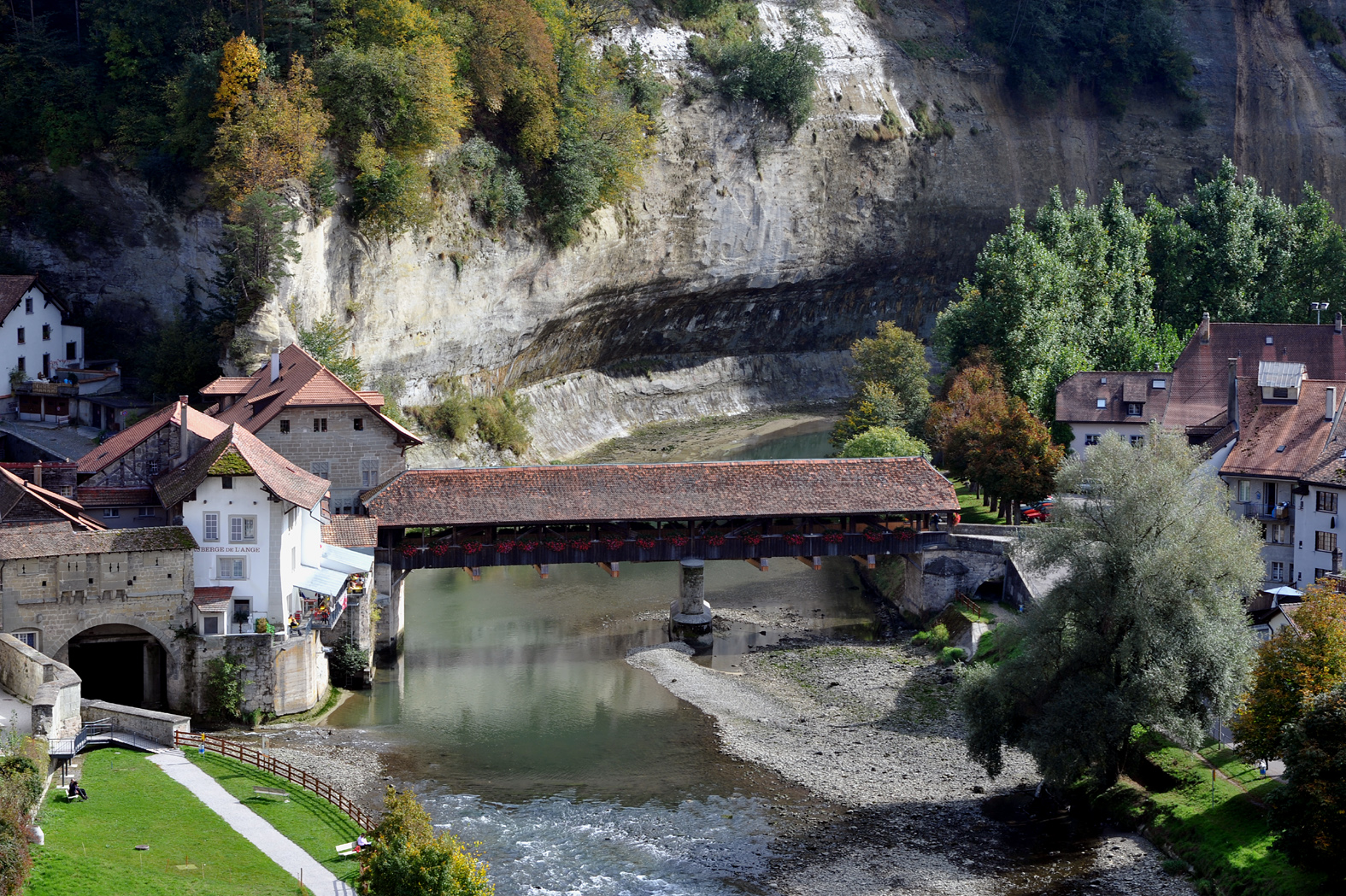
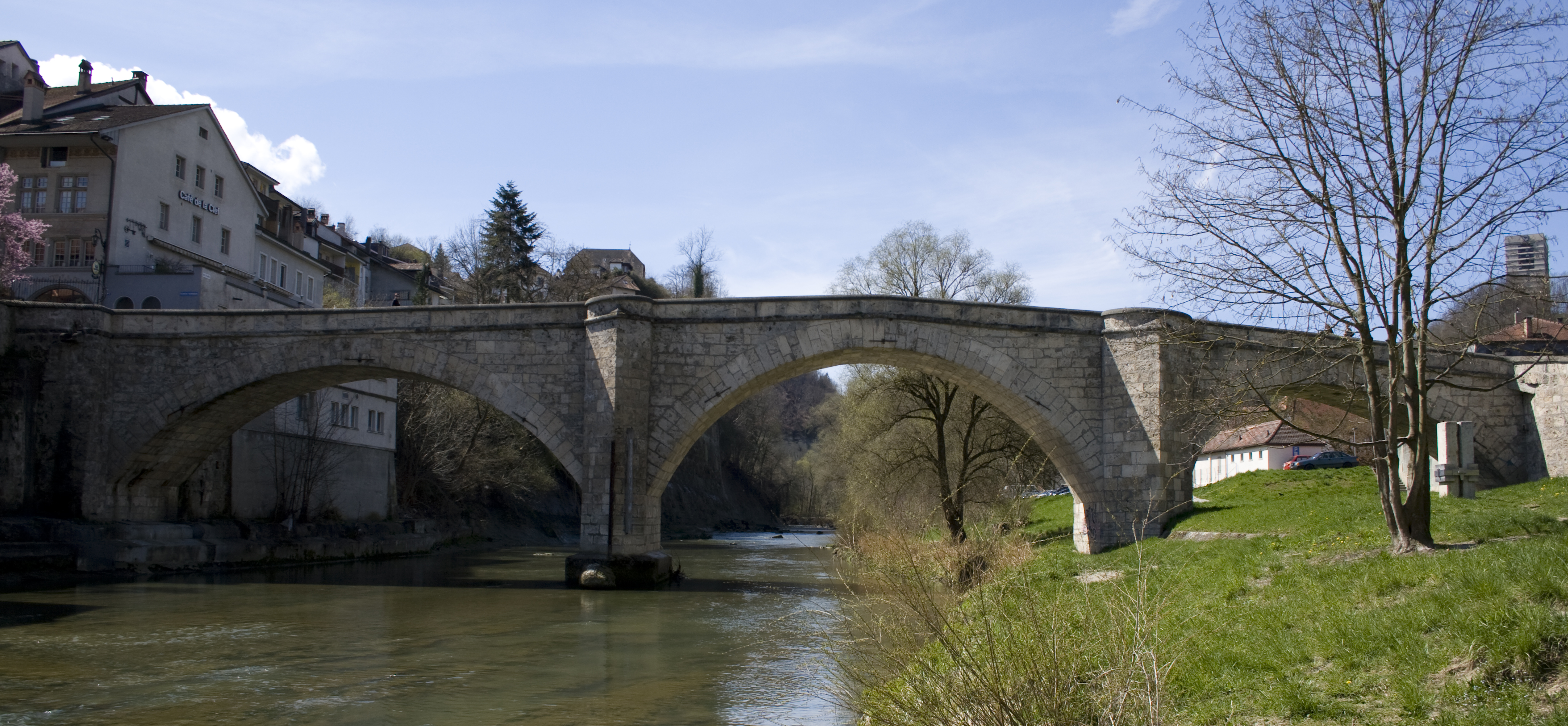
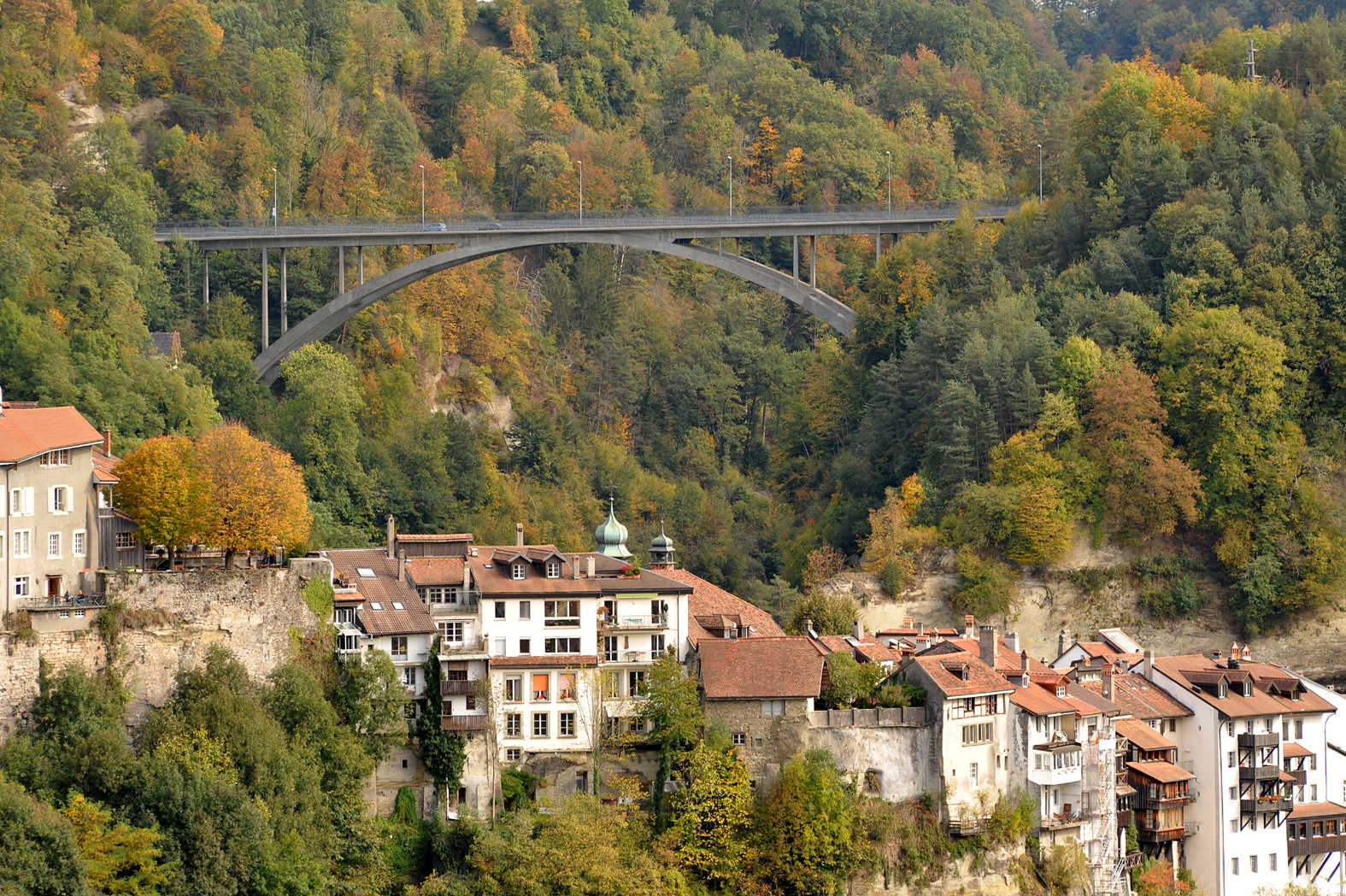
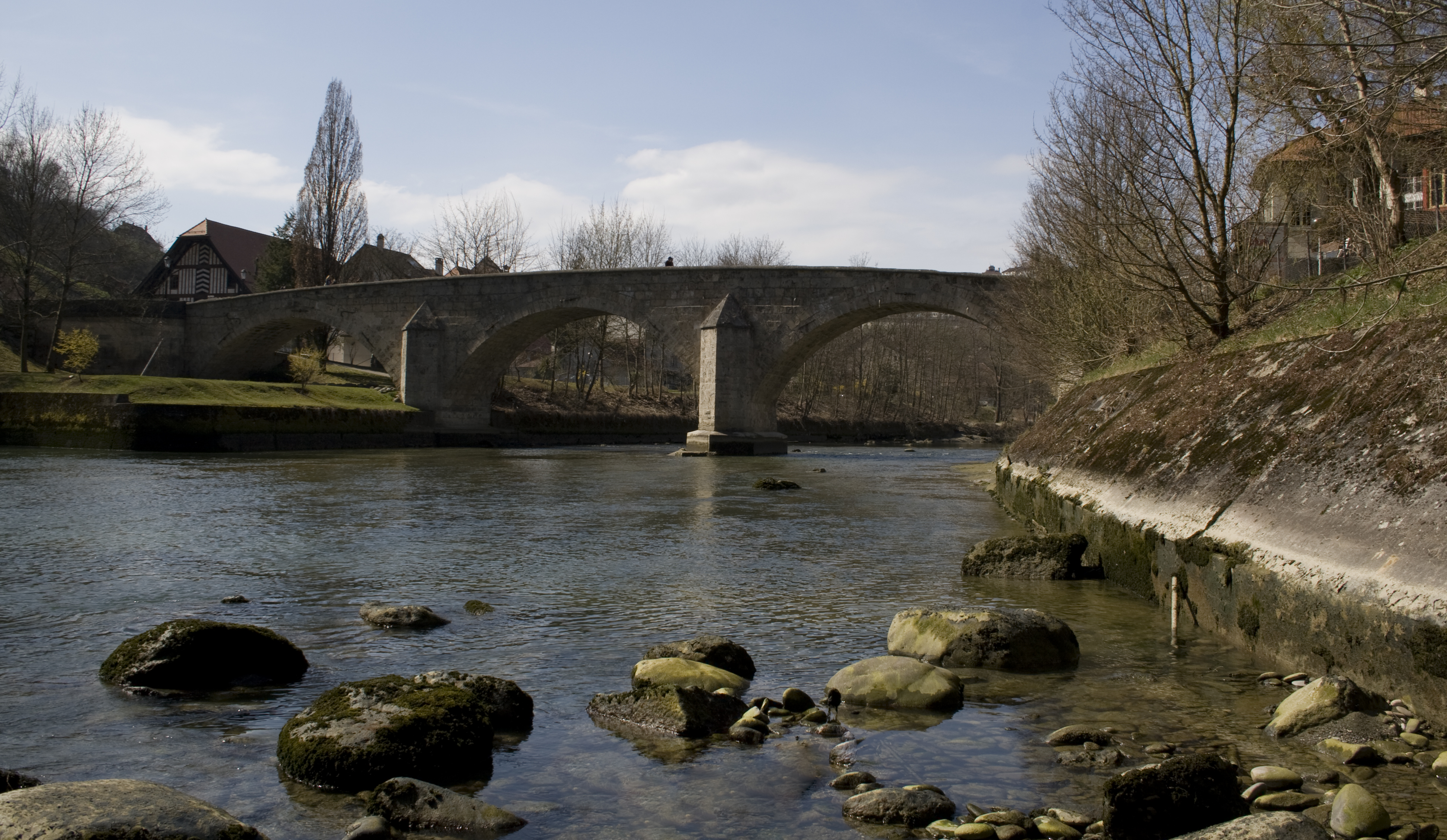
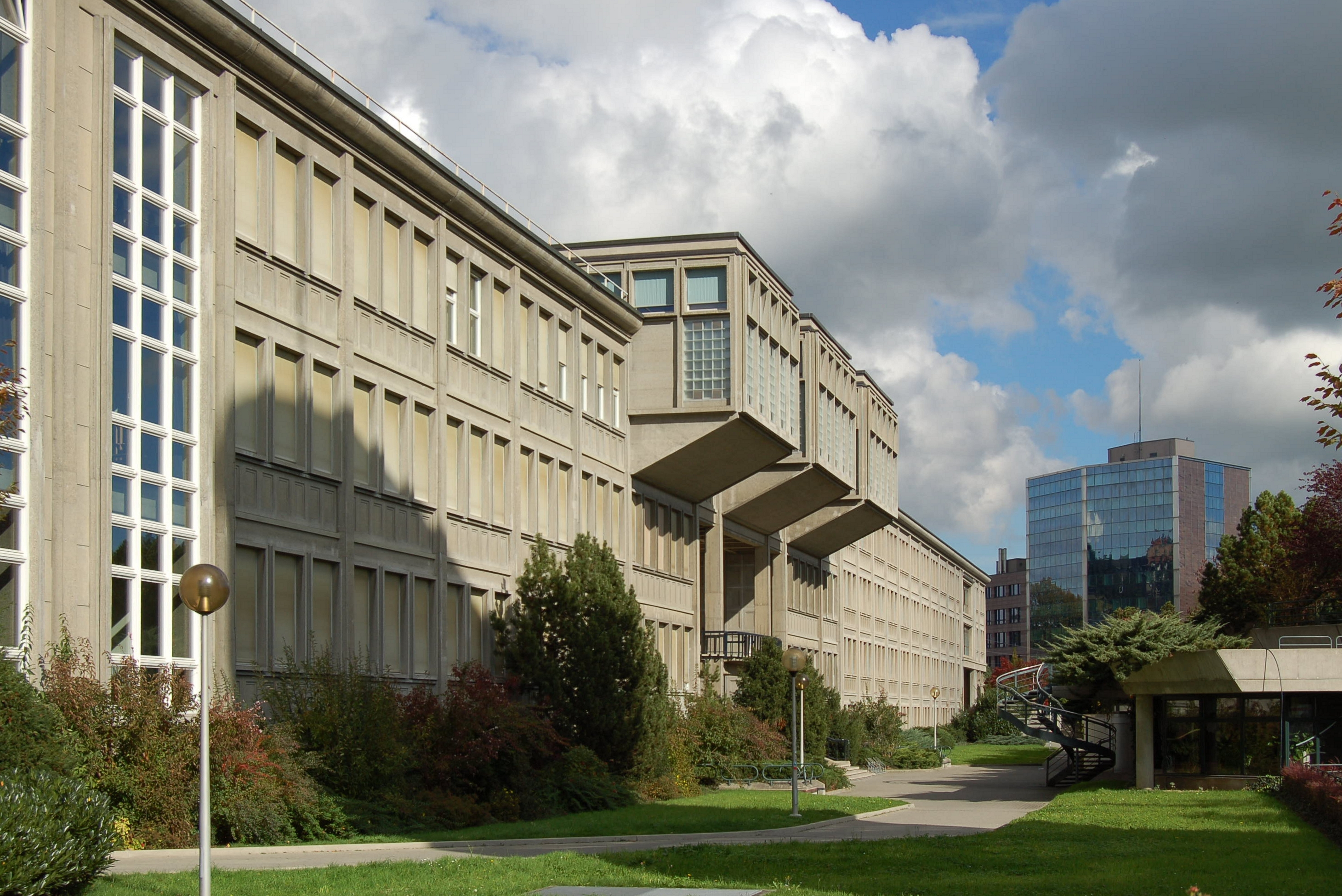
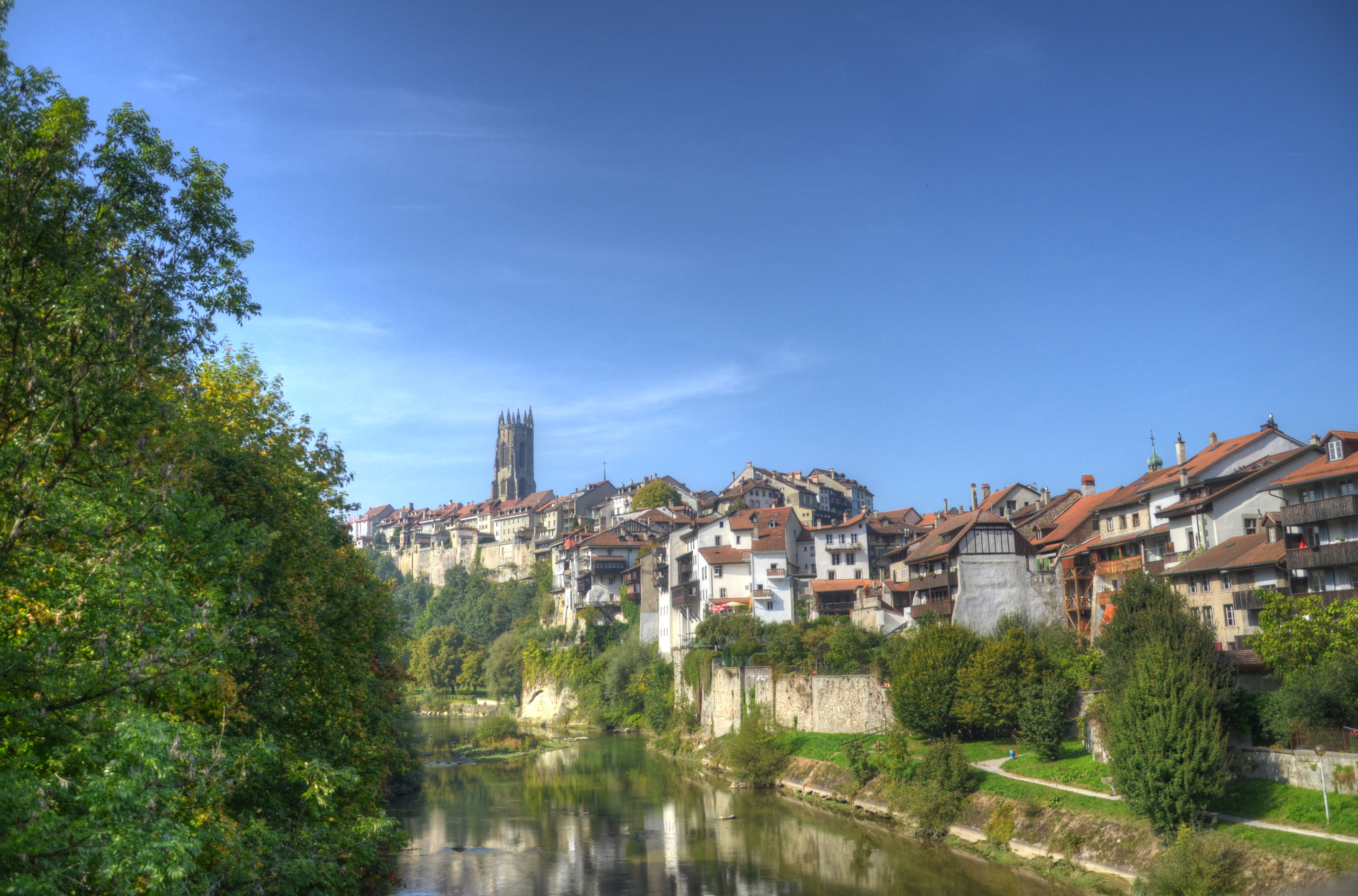
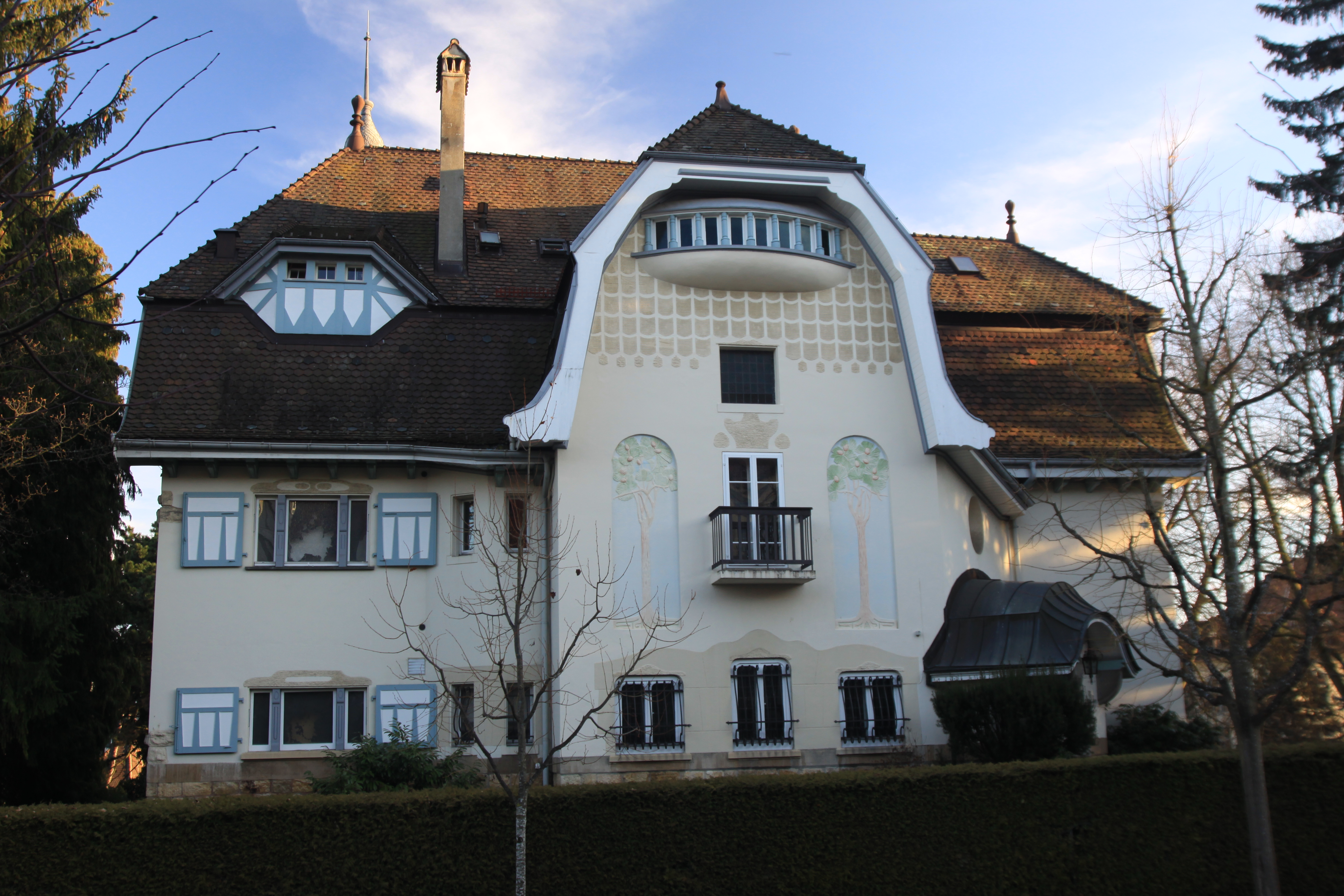